# Francesco I di Francia
Francesco I di Francia (nato François d'Orléans; Cognac, 12 settembre 1494 – Rambouillet, 31 marzo 1547) fu re di Francia dal 1515 fino alla sua morte. Figlio di Carlo di Valois-Angoulême e di Luisa di Savoia, fu il primo della dinastia regale dei Valois-Angoulême, che si estinguerà nel 1589 con la morte del nipote Enrico III. Succedette sul trono di Francia a suo cugino e suocero Luigi XII, che era morto senza lasciare figli maschi.
Prodigo mecenate delle arti, diede un forte impulso al Rinascimento francese, attirando nel castello di Chambord molti artisti italiani, tra cui Leonardo da Vinci. Il regno di Francesco vide importanti cambiamenti culturali con l'ascesa della monarchia assoluta in Francia, la diffusione dell'umanesimo e del protestantesimo e l'inizio dell'esplorazione francese del Nuovo Mondo. Jacques Cartier, Giovanni da Verrazzano e altri esploratori rivendicarono terre nelle Americhe per la Francia e spianarono la strada all'espansione del primo impero coloniale francese.
Per il suo ruolo nello sviluppo e nella promozione di una lingua francese divenne noto come “Le Père et Restaurateur des Lettres” (il "Padre e Restauratore delle lettere"). Fu anche conosciuto come “François du Grand Nez” ("Francesco dal grande naso") e “Le Roi-Chevalier” ("il Re Cavaliere") per via del suo coinvolgimento personale nelle guerre, partecipazione che gli costò anche la prigionia a Madrid in seguito alla sconfitta nella battaglia di Pavia.
Seguendo la politica dei suoi predecessori, Francesco continuò le guerre italiane. Interessato ai territori del Ducato di Savoia e al controllo del Ducato di Milano, l'obiettivo principale era quello di indebolire Carlo V, re di Spagna e imperatore del Sacro Romano Impero, titolo quest'ultimo conteso proprio tra il francese e l'Asburgo. Allo scopo di fronteggiare l'egemonia del rivale, cercò dapprima il sostegno di Enrico VIII d'Inghilterra nell'incontro del campo del Drappo d'Oro e, successivamente, formò un'alleanza franco-ottomana con il sultano musulmano Solimano il Magnifico, una mossa controversa per un re cristiano dell'epoca.

## Biografia

### Primi anni e successione al trono di Francia

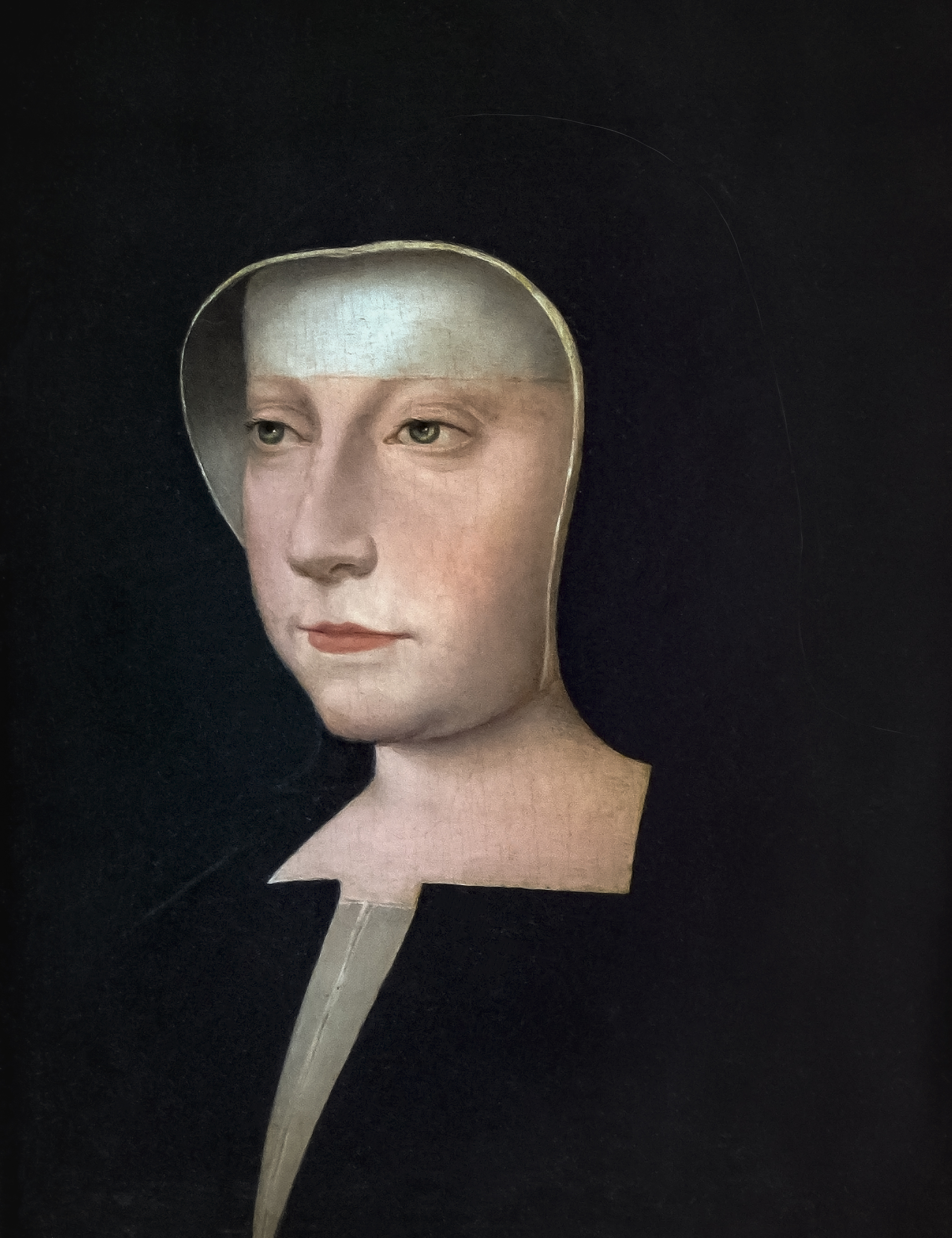
Luisa di Savoia, madre di Francesco

Francesco d'Orléans nacque il 12 settembre 1494 nel castello di Cognac, in Francia, a quel tempo situato nell'antica provincia di Saintonge, parte del ducato d'Aquitania e oggi facente parte del dipartimento di Charente. Unico figlio maschio di Carlo di Valois-Angoulême e di Luisa di Savoia, era anche pronipote del re Carlo V di Francia. Al momento della nascita la sua famiglia non rientrava nella linea di successione al trono di Francia poiché suo cugino, il re Carlo VIII, era ancora giovane così come lo era il cugino di suo padre, il duca di Orléans e futuro re Luigi XII.
Nonostante ciò, nel 1498 Carlo VIII morì senza figli e gli successe Luigi XII, a sua volta privo di eredi maschi. La legge salica, l'unico documento giuridico dell'epoca che regolasse le questioni di discendenza in Francia, impediva alle donne di ereditare il trono e pertanto all'età di quattro anni Francesco (che era divenuto già conte di Angoulême a seguito della morte del padre avvenuta due anni prima) divenne un possibile successore al trono di Francia e venne insignito del titolo di duca di Valois.

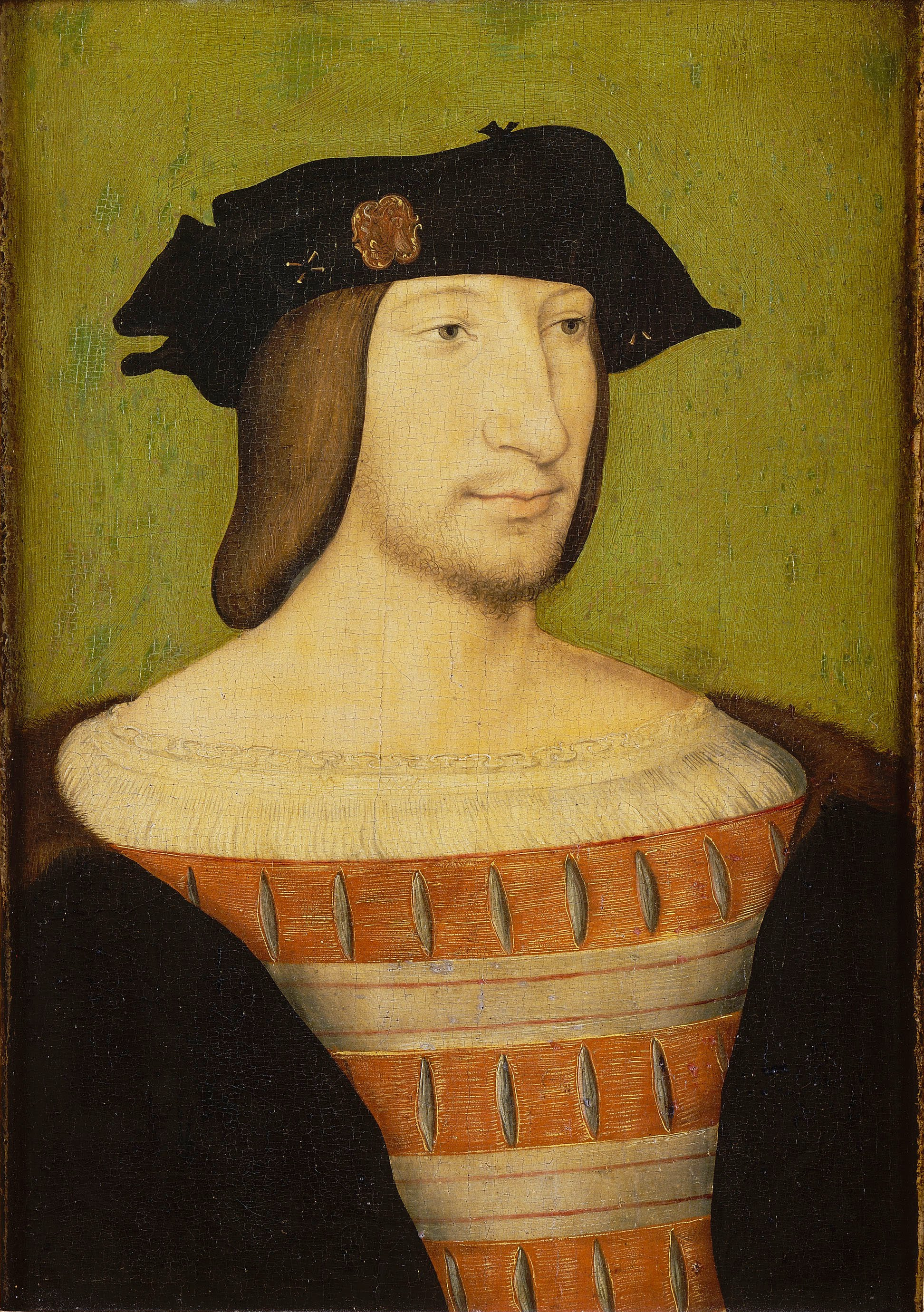
Un giovane Francesco I (1515)

Rimasto, come detto, orfano di padre all'età di soli due anni, Francesco crebbe con la madre Luisa e con la sorella Margherita d'Angoulême ad Amboise sotto la tutela del maresciallo Pierre de Rohan-Gié. Successivamente la sua istruzione venne affidata al cardinale Adrien Gouffier de Boissy, che gli impartì lezioni di latino e storia, mentre la madre gli insegnò l'italiano e lo spagnolo. Il giovane Francesco poteva disporre di una biblioteca ben fornita dove trovò i romanzi della Tavola Rotonda, che contribuirono all'esaltazione della sua immaginazione, tanto che fin da giovane mostrò un forte interesse per gli esercizi che implicavano una certa violenza. Come suoi compagni di giochi furono scelti alcuni rampolli delle famiglie nobiliari di Francia, come Robert de la Marck, Anne de Montmorency, Philippe de Chabot, Guillaume Gouffier de Bonnivet.
Questa compagnia, e le attività che svolgevano insieme, venne scelta come parte della sua educazione, che doveva essere improntata verso l'addestramento alla guerra e servì per instillargli alcuni valori ritenuti indispensabili per un possibile futuro sovrano, come il cameratismo, la cavalleria e la prodezza personale. Mentre Francesco cresceva, la corte di Francia si interrogava su chi sarebbe stato il prossimo re. Appurato che Anna di Bretagna, la moglie del re Luigi XII, non avrebbe potuto mettere al mondo un figlio maschio, fu chiaro che il titolo di Delfino sarebbe toccato proprio a Francesco, in quanto diretto pretendente al trono. Pertanto si decise di fargli lasciare Amboise per essere condotto a Chinon, affinché potesse continuare la sua educazione presso la corte; ciò avvenne nell'agosto del 1507, quando aveva l'età di quindici anni.
Il giovane Valois trovò la vita a corte entusiasmante ed ebbe più volte l'occasione di accompagnare il re nella caccia, un'attività che rimarrà tra le sue preferite per tutta la vita, tanto che un giorno ebbe a dire che «per quanto vecchio o malato, mi dovranno portare a caccia. Anche morto, vorrò andarci nella bara!». Tra l'addestramento alla guerra e alla gestione del potere, non mancarono per Francesco nemmeno avventure e intrighi amorosi. Inoltre, il futuro re di Francia dimostrò fin da subito un grande interesse per la guerra e, nel 1512, gli capitò la prima occasione per comandare personalmente un esercito, quando gli fu affidato il compito di difendere la Navarra dalle truppe inglesi da poco sbarcate a San Sebastián. Poco dopo accompagnò re Luigi nella difesa delle Fiandre.
Nonostante queste imprese non si fossero concluse con il successo sperato, Francesco ebbe modo di conoscere sul campo alcuni dei generali, tra cui Odet de Foix, Francesco d'Orléans-Longueville, Jacques de La Palice, Carlo di Borbone, che lo avrebbero accompagnato nei successi e nelle sconfitte delle sue successive campagne militari, creandosi così una cerchia di amicizie fondamentali per quando sarebbe salito sul trono.
Vista la situazione, re Luigi XII promise in sposa a Francesco la figlia Claudia, erede del ducato di Bretagna, inizialmente destinata in matrimonio al futuro imperatore Carlo V, ma il cui fidanzamento era stato sciolto per evitare che Carlo ereditasse parte del regno di Francia, una situazione inaccettabile per la Francia. Nel 1514 Anna di Bretagna morì e gli sopravvissero solamente figlie femmine; era dunque quasi certo che Francesco sarebbe diventato, alla morte di Luigi, re di Francia.
Certo dell'imminente salita al trono, Francesco abbandonò le sue ristrettezze economiche per aumentare decisamente il tenore di vita: acquistò spade da cerimonia, comprò pietre preziose, vasellame d'oro, profumi e oggetti di lusso, contraendo diversi debiti. Il 14 maggio raggiunse Saint-Germain-en-Laye per sposare, il 18 dello stesso mese, Claudia; un matrimonio non certo d'amore ma considerato comunque una tappa inevitabile per la sua scalata al trono. Ma solo pochi giorni dopo il matrimonio fu raggiunto da una notizia che poteva seriamente minare le sue ambizioni regali: il re Luigi XII, nonostante fosse malato, aveva deciso, seguendo il suggerimento del Papa, di sposare Maria Tudor, con la speranza di dare alla luce un erede che lo avrebbe succeduto al trono a cui ambiva Francesco. Le cose andarono diversamente: sofferente da tempo di una grave forma di gotta, re Luigi ricevette l'estrema unzione nelle prime ore del 1º gennaio 1515 e morì la sera stessa, a meno di tre mesi dall'ultimo matrimonio, senza aver generato alcun figlio maschio. Così, all'età di 20 anni, Francesco divenne il nuovo re di Francia; l'incoronazione avvenne fastosamente nella Cattedrale di Reims il 25 gennaio del 1515.

### Mire sull'Italia e battaglia dei giganti

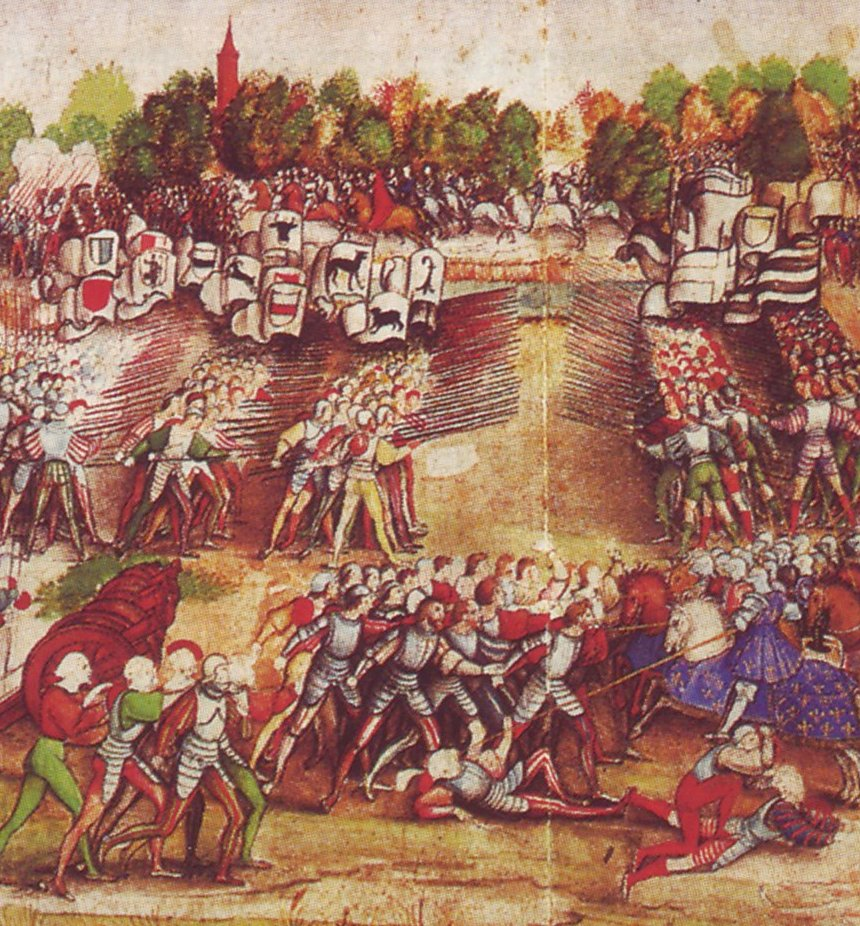
Raffigurazione della battaglia di Marignano

Salito ormai legittimamente al trono di Francia, Francesco si mostrava ansioso di coprirsi di gloria e pertanto iniziò a guardare all'Italia, oggetto delle ambizioni anche dei predecessori. Essendo pronipote di Valentina Visconti, riteneva fosse un suo pieno diritto possedere Milano come sua eredità familiare. Il 25 marzo 1515, in occasione di un incontro con alcuni ambasciatori della Repubblica di Venezia arrivati per ottenere il rinnovo del trattato di alleanza stipulato due anni prima, li informò delle sue ferme intenzioni di mettersi quanto prima al comando di un'armata diretta verso l'Italia. Era comunque ben consapevole che non sarebbe stato facile ottenere il successo sperato, perché si sarebbe dovuto confrontare con diversi nemici, tra cui l'imperatore Massimiliano I d'Asburgo, Ferdinando II d'Aragona e il Papa Leone X
Per affrontare tutto ciò Francesco mise insieme un consistente esercito nel Delfinato che contava ben 11 000 appartenenti alla cavalleria pesante, a cui affiancò una fanteria forte di 30 000 armati. A questi si aggiunsero truppe mercenarie costituite da 10 000 fanti guasconi e circa 23 000 lanzichenecchi. Nello stesso momento, un esercito svizzero e pontificio si spostò a nord di Milano bloccando i passi alpini, tuttavia Francesco, seguendo il consiglio del maresciallo Gian Giacomo Trivulzio, evitò i valichi principali e marciò attraverso l'inconsueto itinerario della valle della Stura.

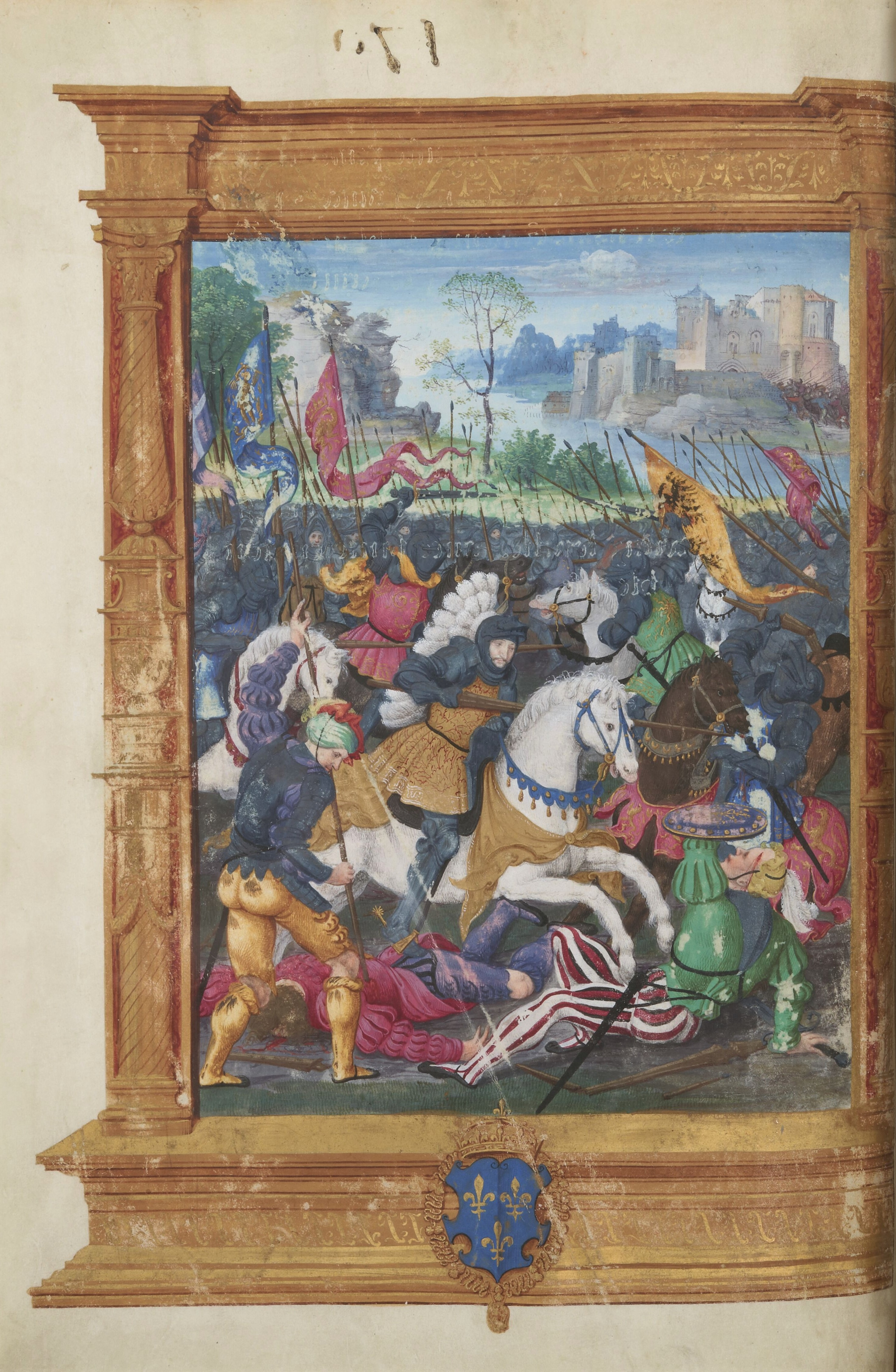
Francesco a cavallo durante la battaglia di Marignano

Lo scontro decisivo avvenne il 13 settembre 1515 e passò alla storia come la sanguinosa battaglia di Marignano, in cui le armate francesi e veneziane affrontarono quelle svizzere, giunte a dar manforte a Massimiliano Sforza, duca di Milano. Dopo quasi due giorni di intensi combattimenti, Francesco riuscì a cogliere una vittoria totale quanto inaspettata che consentì alla Francia di ottenere il controllo di tutto il ducato di Milano. Trivulzio, per elogiare l'impresa di Francesco, coniò il termine "battaglia dei Giganti" per riferirsi all'avvenimento che venne celebrato in patria con non poca retorica tanto che «ebbe una risonanza particolare, pari alla sorpresa provocata da Marignano. Un re, ancora molto giovane, aveva trasformato il suo esordio in un prestazione magistrale».
Grazie a questa vittoria, inoltre, Francesco I costrinse papa Leone X alla trattativa per il possesso dei territori di Parma e Piacenza. I negoziati si svolsero a Bologna e furono condotti dal cancelliere di Francia Antoine Duprat, concludendosi con il Concordato di Bologna in cui si sanciva la rinuncia da parte del papa ai territori in questione e il superamento della Prammatica Sanzione di Bourges del 1438 arrogando al re di Francia il diritto alla nomina di vescovi e abati confermando il gallicanesimo. L'11 dicembre Francesco fece il suo ingresso trionfale a Bologna attraverso la porta San Felice per ratificare il Concordato; per l'occasione il re indossava «una tunica di drappo dorato e una zimarra argenta, mentre sul capo vi era un tocco di velluto nero foderato di zibellino». Il 15 dello stesso mese lasciò la città accompagnato fino alle porte da 22 cardinali.
La prima avventura italiana fu, per Francesco, anche un'occasione di venire a contatto con l'arte rinascimentale, di cui rimase un grande ammiratore e che lo ispirò tanto da farlo divenire uno dei principi mecenati più celebri della storia. La ricchezza e il potere ottenuti dopo Marignano gli permisero di dare vita a una brillante e licenziosa corte costituita da poeti, musicisti, letterati e artisti, come Leonardo da Vinci, a cui si mescolavano rozzi nobili provinciali. In politica estera, riuscì a ottenere una pace perpetua con gli svizzeri e riacquistò Tournai da Enrico VIII d'Inghilterra. Tutto ciò faceva pensare al destino di un grande regno.

### Tentata elezione a Imperatore

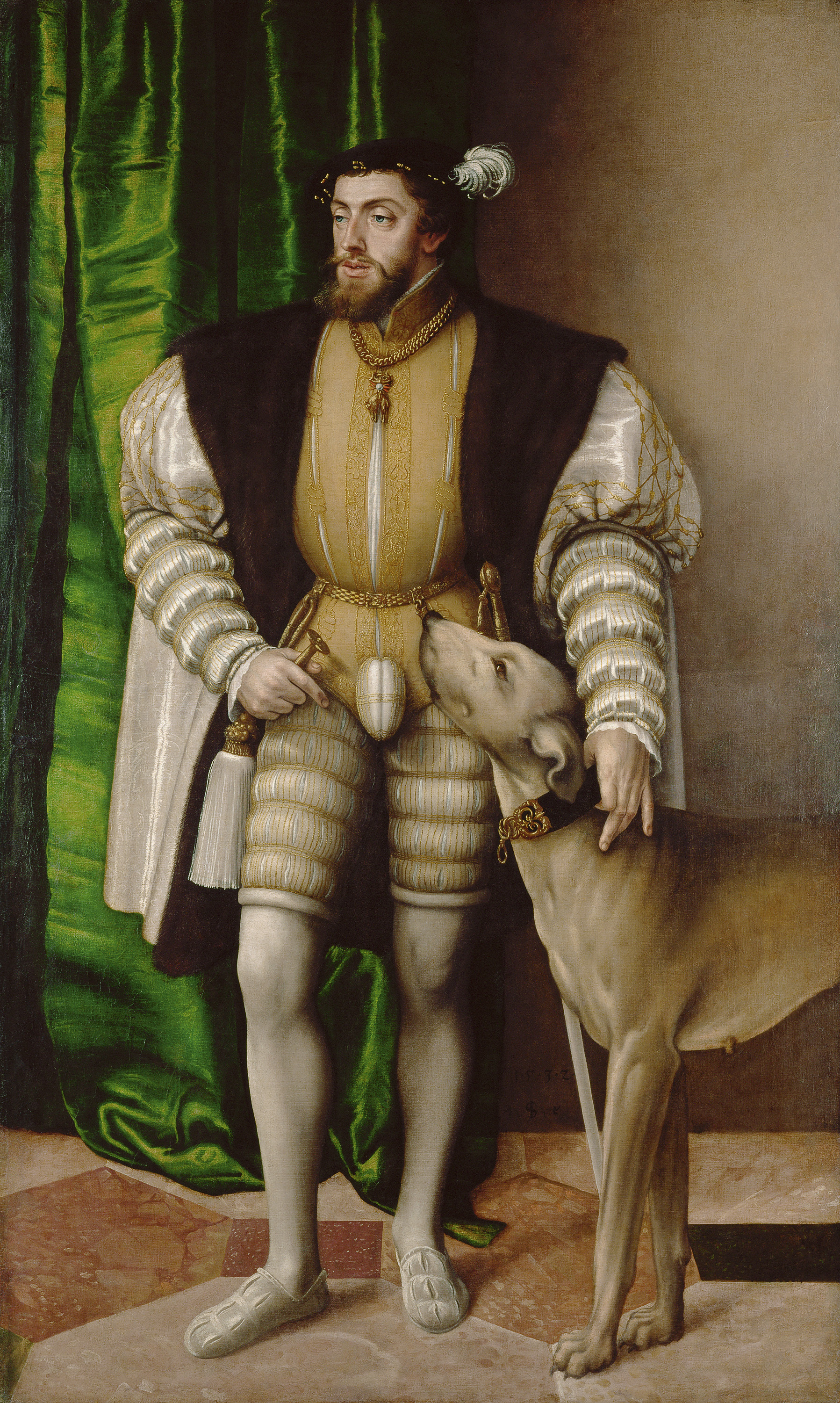
L'imperatore Carlo V ritratto da Jakob Seisenegger nel 1532

Il 12 gennaio 1519, a Wels, morì l'imperatore Massimiliano I d'Asburgo, che lasciò quindi la carica vacante. A quel tempo la successione al trono del Sacro Romano Impero era regolata dalla Bolla d'oro del 1356, che disponeva che il titolo di imperatore fosse elettivo, delegando la scelta a sette principi elettori, di cui quattro laici e tre ecclesiastici. Seguendo tale ordinamento si decise quindi di fissare la nuova elezione per il 18 giugno dello stesso anno. Nonostante fosse oramai consuetudine che il titolo venisse assegnato a un principe germanico, Francesco, probabilmente influenzato dal recente successo colto a Marignano, decise di concorrere in contrapposizione all'altro pretendente, l'arciduca d'Austria Carlo d'Asburgo, nipote del defunto Massimiliano. In quegli anni la Germania era travagliata da forti contrasti interni, culminati nella riforma protestante di Martin Lutero che aveva diviso la popolazione in cattolici e protestanti.
Ciò, probabilmente, fece ritenere al giovane re di Francia di avere le possibilità di cogliere la storica elezione. Nell'avanzare la sua candidatura, Francesco, premise che non era motivato da un contrasto personale contro Carlo, e che il suo scopo non era «pernicioso, né futile, poiché non sono mosso da avidità, né da ambizione, né da prepotenza, ma unicamente dalla volontà di render possibile una mia guerra contro il Turco», facendo quindi presagire l'intenzione di impegnarsi in una crociata una volta eletto. Simile dichiarazione fu quella che presentò all'ambasciatore d'Inghilterra, Sir Thomas Boleyn, in cui asseriva che entro tre anni dopo elezione sarebbe stato a Costantinopoli o sarebbe morto. Fu così che iniziò la lunga rivalità con Carlo che lo accompagnerà per tutta la vita.
Francesco, seriamente convinto di poterla spuntare, si prodigò in tutti i modi per raggiungere il successo ricorrendo, con l'aiuto del fido Guillaume Gouffier de Bonnivet, a tutti i mezzi possibili: si prodigò nella corruzione, mandò segretamente emissari fino in Polonia, cercò accordi all'estero, fomentò scontri privati tra i principi germanici e riuscì perfino a ottenere un iniziale supporto di Papa Leone X, preoccupato dell'eccessivo potere in Italia che Carlo avrebbe potuto avere. In ogni caso, Francesco capì ben presto che la strategia migliore sarebbe stata quella di comprare i voti degli elettori e dunque si rivolse alla ricca famiglia dei Fugger per ottenere un prestito; ottenuto, dopo intensi negoziati, a un interesse del 18%.
Nonostante tutti questi sforzi, il tentativo naufragò davanti all'evidenza. Il papa, che non poteva schierarsi così apertamente contro la nazione germanica, mutò la sua politica. Carlo, a sua volta, spese moltissimo denaro per comprare i voti degli elettori; la nazionalità francese di Francesco, inoltre, era un elemento di certo a lui sfavorevole. Fu così che le ambizioni di Francesco andarono a scemare sempre di più, fino a quando non giunse la notizia che il 2 giugno il giovane Asburgo era stato eletto all'unanimità con il nome di Carlo V. Francesco dovette così incassare la prima grave sconfitta da quando era salito al trono di Francia; grande fu la sua collera che si riversò in particolare sui principi elettori che considerava dei veri e propri traditori, tuttavia a tal proposito lo storico Francis Hackett ebbe a dire che «in realtà essi si erano serviti di lui perché la sua generosità, che non era riuscita a comprarli, li aveva semplicemente resi più costosi per il suo rivale».

### Fallita alleanza con l'Inghilterra

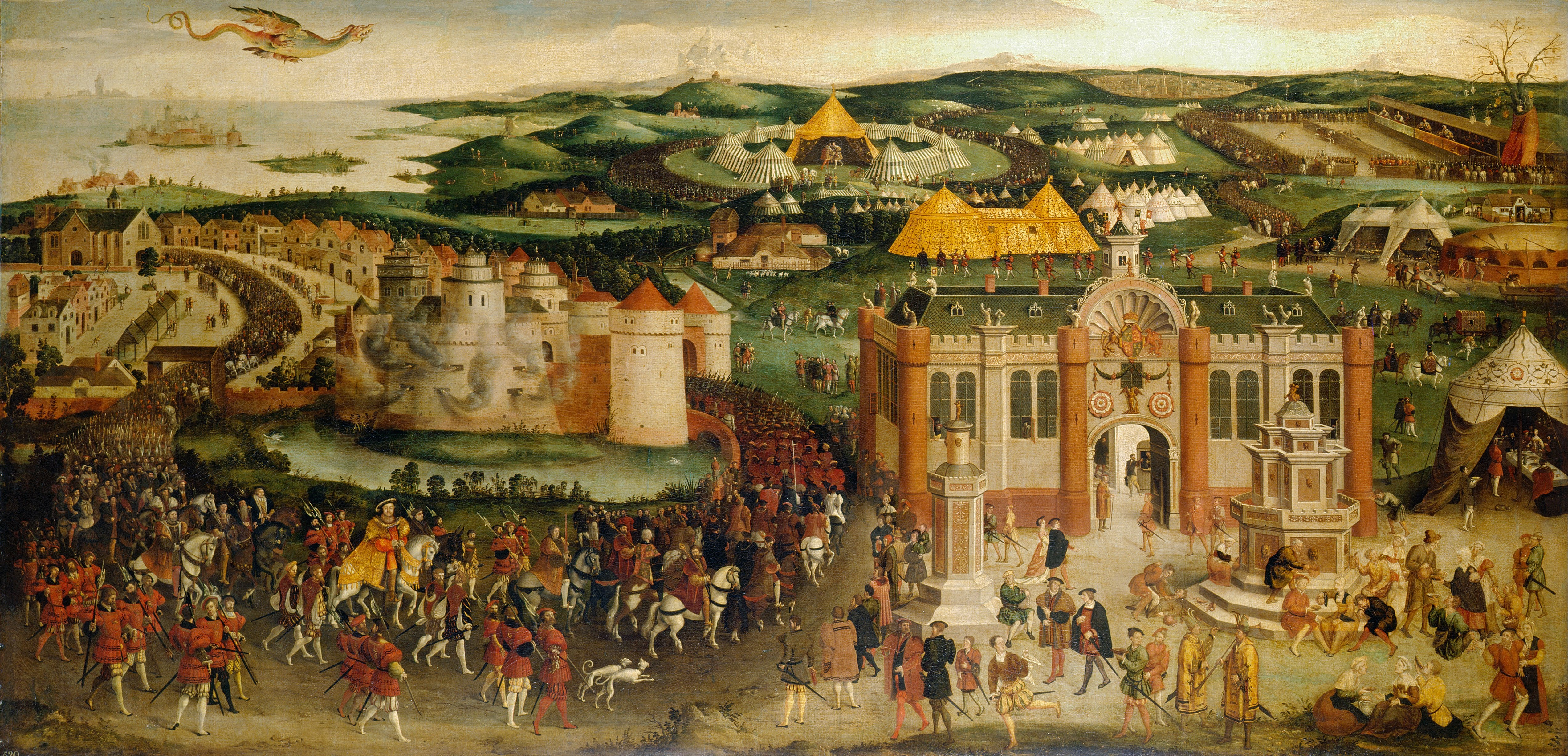
Una rappresentazione di come doveva essere stato il Campo del Drappo d'Oro

Archiviato oramai il fallimento dell'elezione alla corona del Sacro Romano Impero, Francesco spostò la sua strategia verso una possibile alleanza con l'Inghilterra di Enrico VIII. A tal fine, e secondo quanto stabilito nel Trattato di Londra del 1518, venne fissato un incontro tra i due sovrani per il giugno del 1520. Il luogo scelto per l'avvenimento furono le Fiandre, tra le città di Calais, allora unico possedimento inglese sul continente europeo, e di Guînes. L'incontro, organizzato dal cardinale Thomas Wolsey, arcivescovo di York e Lord Cancelliere di Enrico VIII, avvenne nella cornice sfarzosa del cosiddetto Campo del Drappo d'Oro, un accampamento riccamente allestito per l'occasione.

Ritratto di Enrico VIII d'Inghilterra, opera di Hans Holbein il Giovane

I due sovrani colsero l'occasione per esibire una sontuosità al limite delle loro possibilità, tanto che Francesco dovette ricorrere a un nuovo prestito, questa volta dalla banche di Lione, di ben duecentomila scudi per far fronte alle povere casse dello stato, rese esangui dalle cospicue spese sostenute per il fallimentare tentativo di nomina imperiale. Per farsi un'idea delle spese sostenute, basti pensare che per l'occasione vennero montate sul posto migliaia di tende, con quella del re francese che spiccava per le decorazioni realizzate in oro; venne inoltre costruito un teatro romano in legno, organizzati spettacoli, tornei e banchetti; gli inglesi arrivarono a costruire un palazzo in legno che poi trasportarono in pezzi per essere montati sul luogo dell'incontro. Anche il protocollo che seguirono le delegazioni fu solenne e rigido, studiato per garantire una formale parità tra le due parti: Enrico fece il suo arrivo a Calais lo stesso giorno in cui Francesco arrivò ad Andres. Il re di Francia era accompagnato dalla moglie Claudia, dalla sorella Margherita, dalla madre Luisa e da Françoise de Foix la sua amante ufficiale. Il primo colloquio tra i due regnanti avvenne il 7 giugno, al pomeriggio, a cui seguirono diverse altre nobili e studiate cerimonie.
Con ciò Francesco I mirava ad avere l'Inghilterra alleata nello scacchiere della lotta contro Carlo V e tentò di combinare il matrimonio fra la figlia di Enrico, Maria Tudor, e il proprio figlio Francesco di Valois, Delfino di Francia. Nonostante tutto ciò, l'incontro non sortì l'effetto sperato: il matrimonio fra Maria e Francesco non avvenne mai e di lì a poco Enrico VIII strinse un'alleanza con Carlo V. L'incontro al Campo del Drappo d'Oro venne, comunque, definito «un successo diplomatico ma un fiasco politico».

### Guerra dei quattro anni e battaglia di Pavia

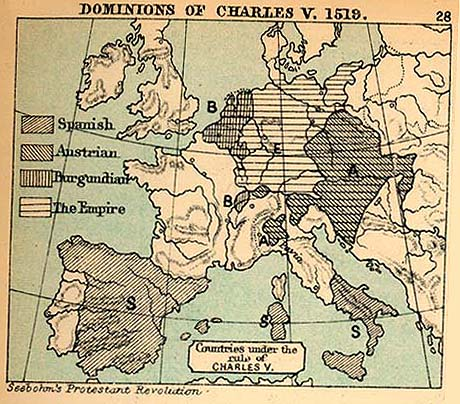
Territori controllati da Carlo V nel 1519, la Francia risulta accerchiata

Le mire di Francesco I di impadronirsi dell'Italia settentrionale e il fatto che egli vedesse l'autonomia della Francia in grave pericolo, accerchiata com'era dai possedimenti dell'imperatore Carlo V, spinsero il sovrano francese ad agire, così che, nel mese di dicembre del 1521, iniziò a pianificare la guerra. Francesco non intendeva attaccare apertamente Carlo perché il re d'Inghilterra aveva annunciato la sua intenzione di intervenire contro il primo dei due che avesse infranto la precaria pace. Un attacco venne, comunque, effettuato sulla Mosa, sotto la guida di Robert de la Marck. Contemporaneamente, un esercito franco-navarrese avanzò attraverso la Navarra riconquistando Saint-Jean-Pied-de-Port. I disegni francesi si dimostrarono fin da subito imperfetti, tanto che l'intervento di Enrico di Nassau respinse l'offensiva della Mosa e, sebbene de Foix inizialmente fosse riuscito a conquistare Pamplona, fu cacciato dalla Navarra a seguito della sconfitta nella battaglia di Noáin, combattuta il 30 giugno 1521.
Il 22 ottobre 1521, Francesco si trovò di fronte l'esercito imperiale, comandato da Carlo in persona, vicino a Valenciennes. Nonostante l'insistenza del connestabile Carlo di Borbone, Francesco esitò ad attaccare permettendo così all'imperatore Carlo V di ritirarsi. Quando i francesi si trovarono finalmente pronti ad avanzare, le forti piogge impedirono un attacco efficace e le forze imperiali riuscirono a ritirarsi senza scontrarsi.
Da novembre la situazione francese andò a deteriorandosi considerevolmente. Carlo, Enrico VIII e il papa firmarono, il 28 novembre, un'alleanza contro Francesco. A Odet de Foix, governatore francese di Milano, era stato affidato il compito di resistere alle forze imperiali e papali, guidate da Prospero Colonna, ma alla fine di novembre fu costretto a lasciare la città e a ritirarsi lungo il fiume Adda. La successiva sconfitta di Odet nella battaglia della Bicocca portò l'Inghilterra a entrare apertamente nel conflitto. Alla fine di maggio 1522, l'ambasciatore inglese si presentò a Francesco con un ultimatum in cui si enumeravano tutte le accuse contro la Francia, in particolare quella di sostenere il duca di Albany in Scozia; il re francese negò ogni addebito.

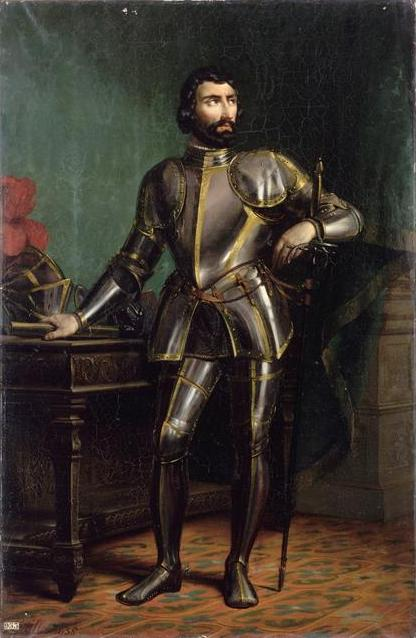
Carlo III di Borbone, connestabile di Francia

Nel mese di luglio, gli inglesi attaccarono la Bretagna e la Piccardia, partendo da Calais, e Francesco non fu in grado di raccogliere fondi per contrapporre una resistenza significativa. Per ovviare a tale mancanza di denaro, il re francese escogitò diverse soluzioni e in particolare si focalizzò su una causa contro il connestabile Carlo III di Borbone-Montpensier. Questi aveva ricevuto la maggior parte dei suoi possedimenti attraverso il matrimonio con Susanna di Borbone, morta poco prima dell'inizio della guerra. Luisa di Savoia, cugina di Susanna e madre del re, insistette sul fatto che i territori in questione dovessero passare a lei a causa della sua più stretta parentela con la defunta. Francesco era sicuro che il sequestro delle terre contese avrebbe migliorato la propria posizione finanziaria in maniera sufficiente per continuare la guerra e quindi iniziò a confiscare alcune porzioni in nome della madre. Il Borbone, irritato da questo trattamento, e sempre più isolato a corte, cominciò ad aprirsi verso Carlo V tradendo così il re francese. Quando Francesco, che era a conoscenza del complotto, lo chiamò a Lione nel mese di ottobre, finse una malattia e fuggì a Besançon. Il re, infuriato, ordinò l'esecuzione di quanti più suoi collaboratori potessero essere catturati, ma il duca stesso, dopo aver respinto una offerta finale di riconciliazione,entrò apertamente al servizio dell'imperatore.
Francesco volse allora la sua attenzione alla Lombardia. Nell'ottobre 1523, un'armata francese di 18 000 uomini, al comando di Guillaume Gouffier de Bonnivet, avanzò attraverso il Piemonte verso Novara, dove raggiunse una forza similare di mercenari svizzeri. Prospero Colonna, che aveva soltanto 9 000 uomini, si ritirò verso Milano. Tuttavia, successivamente i francesi vennero sconfitti alla battaglia del Sesia ritirandosi al di là delle Alpi allo sbando.

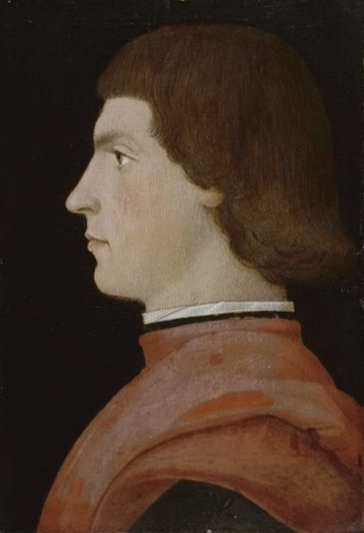
Louis de la Trémoille

A metà ottobre 1524, Francesco attraversò le Alpi e avanzò verso Milano alla testa di un esercito di oltre 40 000 uomini. Carlo di Lannoy, a capo della guarnigione che difendeva la città, viste le ingenti forze dei francesi decise di ripiegare vero Lodi lasciando a Francesco strada libera. Entrato a Milano e messo Louis de la Trémoille come governatore, il re di Francia (sotto la spinta di Bonnivet e contro il parere degli altri suoi comandanti di alto livello, che preferivano un più vigoroso inseguimento alla ritirata di Lannoy) avanzò su Pavia, dove Antonio de Leyva era rimasto con una piccola guarnigione imperiale. Il grosso delle truppe francesi arrivò a Pavia negli ultimi giorni di ottobre 1524. Seguì un periodo di schermaglie, bombardamenti di artiglieria, e diverse brecce erano state create nelle mura alla metà di novembre. Il 21 novembre, Francesco tentò un assalto alla città attraverso due di queste, ma fu ricacciato indietro con gravi perdite; ostacolato dalla pioggia e dalla mancanza di polvere da sparo, il francese decise di attendere che i difensori morissero di fame.
Nel frattempo, lo stesso Francesco firmò un accordo segreto con papa Clemente VII con cui quest'ultimo si impegnava a non supportare Carlo V in cambio dell'assistenza del re francese nella conquista di Napoli. Contro il consiglio dei suoi comandanti anziani, Francesco decise di distaccare parte delle sue forze, sotto il comando di Duca di Albany, inviandole a sud in aiuto al papa. Nel gennaio 1525 Lannoy ottenne rinforzi con l'arrivo di Georg von Frundsberg con 15 000 lanzichenecchi e rinnovò l'offensiva riuscendo a catturare l'avamposto francese a Sant'Angelo tagliando le linee di comunicazione tra Pavia e Milano, mentre una colonna separata di lanzichenecchi avanzava su Belgioioso. Francesco aveva fatto accampare la maggior parte delle sue forze nel grande parco Visconteo, al di fuori delle mura della città, inserendoli tra la guarnigione del De Leyva e l'esercito di appoggio in arrivo.

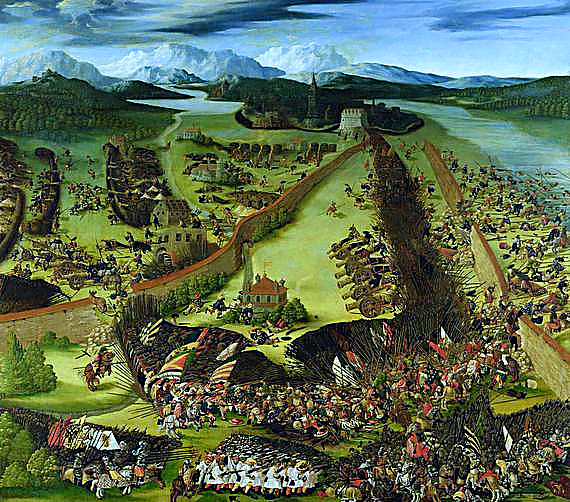
La battaglia di Pavia in un dipinto di Ruprecht Heller

Il 21 febbraio, i comandanti imperiali, a corto di rifornimenti e credendo erroneamente che le forze francesi fossero più numerose delle loro, decisero di lanciare un attacco sul castello di Mirabello, al fine di salvare la faccia e demoralizzare i francesi in misura sufficiente a garantire un ritiro sicuro. Nelle prime ore del mattino del 24 febbraio 1525, i guastatori imperiali aprirono delle brecce nelle mura del parco Visconteo, consentendo alle forze di Lannoy di entrare nel parco. Allo stesso tempo, Leyva uscì da Pavia con ciò che rimaneva della guarnigione. Nella successive quattro ore della battaglia di Pavia, la cavalleria pesante francese, che si era dimostrata così efficace contro gli svizzeri a Marignano dieci anni prima, nascondendo la propria artiglieria da una rapida avanzata, venne circondata e frammentata dai lanzichenecchi e dagli archibugieri spagnoli di Fernando Francesco d'Avalos. Nel frattempo, una serie di prolungati scontri portarono alla disfatta della fanteria svizzera e francese. I francesi subirono perdite enormi, perdendo la maggior parte del loro esercito, si contarono oltre 10 000 morti, compresi gran parte dei propri comandanti. Lo stesso Francesco, ferito all'orecchio, alla mano e alla gamba, venne fatto prigioniero, insieme con altri ufficiali come Anne de Montmorency, Robert de la Marck e una serie di nobili minori.

### Prigioniero dell'Imperatore

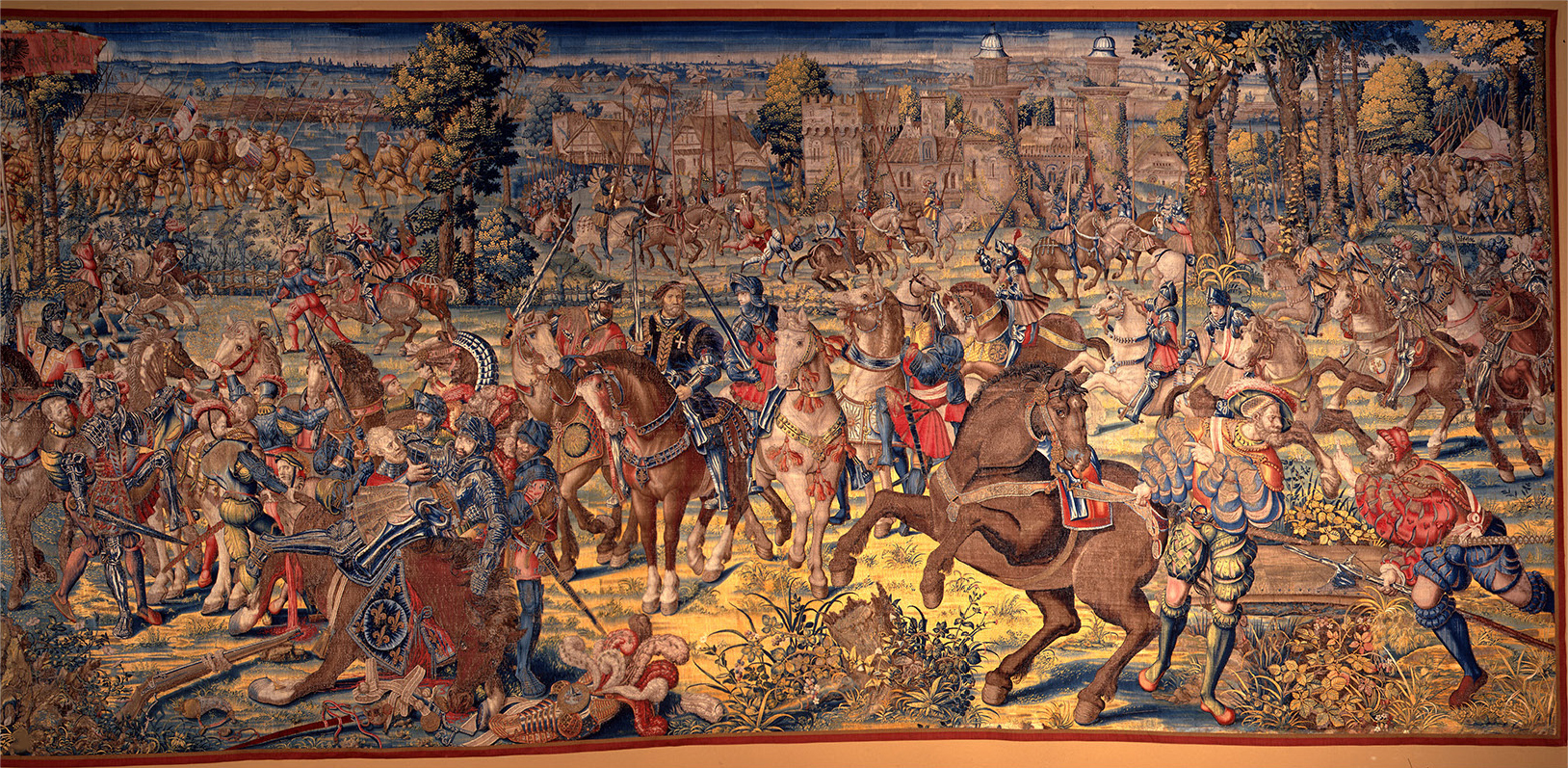
Cattura di Francesco I sul campo di battaglia di Pavia. Arazzo di Bernard von Orley conservato al Museo Nazionale di Capodimonte di Napoli

Francesco, disarcionato da cavallo da Cesare Hercolani, venne fatto prigioniero sul campo di battaglia di Pavia tra le 9 e le 10 del mattino e subito assegnato alla custodia e protezione del comandante spagnolo Hernando de Alarcón. Dopo essere stato esibito ai soldati a significare che la battaglia era oramai vinta, venne condotto nel monastero di San Paolo dove fu medicato. Il giorno seguente venne tradotto nella rocca di Pizzighettone, nella quale ebbe modo di scrivere alla madre una celebre lettera in cui riferiva: «Signora per dirvi tutta la mia disgrazia, di tutto ciò che avevo non mi son rimasti se non l'onore e la vita, che è salva», da cui l'esclamazione che passò alla storia: «Tutto è perduto, tranne l'onore». Scrisse una lunga lettera anche all'imperatore Carlo in cui, con queste parole, auspicava un trattamento equo per la sua resa: «solo conforto nel mio stato è la fiducia nella vostra bontà, per cui sarete con me nell'uso della vittoria. Non dubito che la vostra virtù vi tratterrà dall'impormi alcunché di ingiusto» per poi concludere: «Se vi piaccia di avere tanto saggia pietà, da provvedere alla sicurezza debita alla persona di un re di Francia, in modo da farmi, da disperato, amico, state certo che ne trarrete beneficio più che da un inutile prigioniero, e farete di un re un vostro schiavo per sempre. E vi piaccia allora di dirlo, invece che prigioniero, vostro buon fratello e amico».
Carlo venne a conoscenza degli avvenimenti solamente il 15 marzo e subito rispose al re francese assicurandogli che presto avrebbe ricevuto le condizioni di pace. Quando la notizia raggiunse invece la Francia la corte andò in subbuglio e la madre Luisa, disperata, fece immediatamente appello a chiunque potesse intercedere con l'imperatore per ottenere la liberazione del proprio figlio.
Francesco trascorse nel tormento i primi giorni di prigionia dopo la sconfitta: digiunò, vestì da quaresima come volesse espiare i peccati che, secondo lui, lo avevano portato a uscire dal benvolere di Dio. Le durissime condizioni di resa gli vennero comunicate da Ugo di Moncada e, tra le varie clausole, gli veniva imposto di restituire al Borbone i suoi feudi, di cessare ogni rivendicazione sulle regioni dell'Artois, delle Fiandre, e del Regno di Napoli, oltre a rinunciare al Ducato di Milano e alla Borgogna. Tra tutte queste condizioni, l'unica che Francesco non si rassegnò ad accettare fu quella relativa alla cessione della Borgogna, dichiarando che era deciso «a sopportare la prigione fintanto che Dio vuole piuttosto che accettare termini dannosi per il mio regno!». Il re, durante la sua prigionia, venne visitato anche dal marchese di Castel Goffredo Aloisio Gonzaga, venuto a trattare la liberazione del parente Federico Gonzaga per conto della moglie Giovanna Orsini.

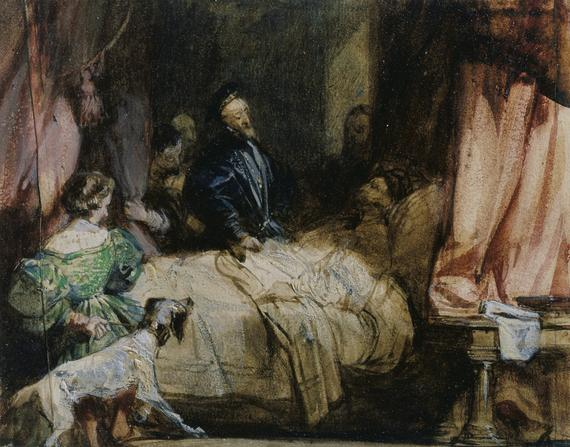
Carlo V visita Francesco I dopo la battaglia di Pavia di Richard Parkes Bonington (acquarello su carta, c. 1827)

Il 18 maggio Francesco fu condotto fuori dall'Italia, giungendo il 19 del mese seguente a Barcellona, da dove partì per un viaggio di circa un mese alla volta di Madrid. Durante il tragitto il re francese, seppur prigioniero degli spagnoli, ebbe modo di presenziare a ricevimenti in suo onore e a solenni corride. Giunto nella capitale, dopo un breve soggiorno in una prigione, venne confinato nell'Alcazar, in una umile stanza posta in una torre, rendendogli impossibile fuggire. Fu allora che iniziò ad accusare febbre, torpori e un'acuta nevralgia, forse sintomi della sifilide, che ben presto peggiorarono tanto da far temere per la sua vita. Quando Carlo V fu avvisato delle gravi condizioni di Francesco, si recò immediatamente a fargli visita trovandolo in condizioni disperate (fu la prima volta che i due si videro personalmente); subito dopo giunse al suo capezzale anche la sorella Margherita. Quando oramai i medici spagnoli e francesi avevano perso ogni speranza l'ascesso cerebrale che aveva causato tutto ciò si ruppe, smettendo così di premere sul suo cervello. Così le sue condizioni andarono incontro a un rapidissimo miglioramento e in pochissimi giorni riuscì anche a mangiare e ad alzarsi dal letto. Si ritiene che la malattia comunque gli lasciò segni perenni, come una certa difficoltà nel concentrarsi, improvvisi sbalzi d'umore e una certa incoerenza nei comportamenti.

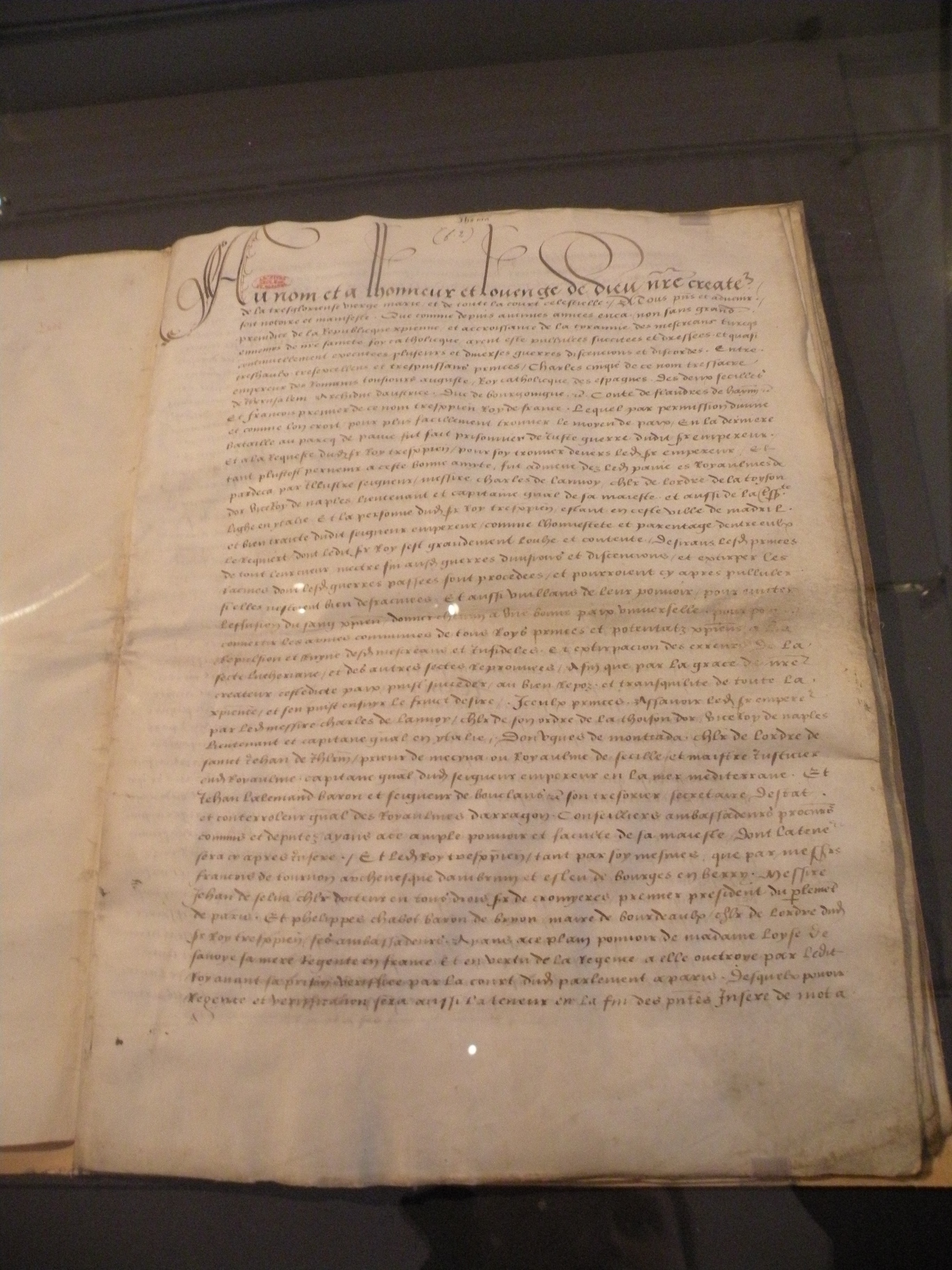
Prima pagina del trattato di Madrid

Lasciatosi alle spalle la convalescenza, Francesco si trovava comunque in una situazione difficile: Carlo, consigliato dal Gattinara, non intendeva rinunciare alle pretese sulla Borgogna e cedergliela sarebbe stato per lui sacrificio enorme. Con la sorella pensò anche a un rocambolesco piano per evadere, ma venne scoperto anzitempo e vi dovette rinunciare. Accantonata l'idea di abdicare, con le spalle al muro ed esortato dalla madre, si convinse a firmare quello che passerà alla storia come il "trattato di Madrid", dove, oltre ad accettare le clausole imposte dall'imperatore si impegnava a consegnare i suoi due figli, il delfino Francesco ed Enrico, duca d'Orleans, come ostaggi agli austro-spagnoli, oltre a una cospicua somma in denaro. A suggellare la ritrovata conciliazione tra Carlo e Francesco quest'ultimo fu promesso sposo a Eleonora d'Asburgo, vedova del re Manuele I del Portogallo e sorella di Carlo V. Tale firma, che poi affermò che non fosse valida poiché ottenuta con la costrizione, gli valse dunque la libertà. Dopo circa 1 anno e mezzo lontano dal suolo natio il 17 marzo poté rimettere piede in Francia sbarcando a Saint-Jean-de-Luz. Poco dopo raggiunse Cognac dove fece un ingresso trionfale in città con la ben ferma intenzione di non rispettare il trattato da poco sottoscritto. Durante la prigionia, ebbe modo di scrivere un corpulento libello, L'Epître traitant de son partement de France en Italie et de sa prise devant Pavie, in cui si giustificava della sconfitta addossandone le colpe sugli svizzeri.

### Seconda guerra contro l'Impero

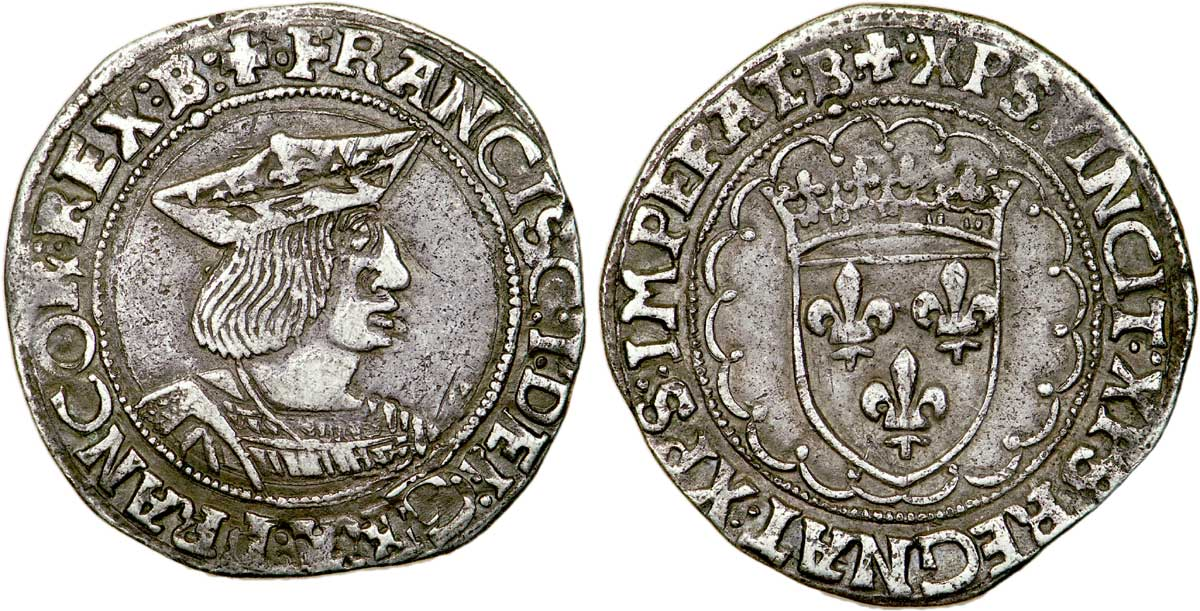
Monete con l'effigie di Francesco I

Una volta ritornato sul trono, a Francesco gli eventi sembrarono evolversi favorevolmente: la Germania di Carlo era sempre più divisa come conseguenza della riforma protestante, l'impero ottomano premeva sui confini ungheresi del Sacro Romano Impero e gli si presentava una concreta possibilità di stipulare un'alleanza con l'Inghilterra. Cogliendo questo momento di vantaggio, Francesco ripudiò pubblicamente il trattato di Madrid e ottenne da Papa Clemente VII di essere sciolto dal giuramento. Come risposta a tale insolenza, l'imperatore terrà prigionieri i suoi due figli per ben quattro anni e arrivando persino a pensare di sfidarlo a duello.
Francesco cercò anche di intraprendere una strategia che gli consentisse di arrivare a un pieno riscatto al fine di continuare la sua contesa sull'Italia. L'occasione gli venne dall'invito a partecipare alla lega di Cognac, un accordo promosso dal papa e a cui aderirono alcuni stati italiani, tra cui la Repubblica di Venezia e la Repubblica di Firenze, allarmati dall'eccessivo potere in mano all'Asburgo che si era venuto a creare in seguito alla sconfitta francese a Pavia. La lega venne stipulata il 22 maggio 1526 e fu completata l'anno successivo con Enrico VIII d'Inghilterra che si impegnò alla neutralità. Tra gli obiettivi dell'alleanza vi era quello di strappare il Regno di Napoli agli spagnoli, insediandovi un principe italiano che avrebbe pagato una tassa a Francesco. I patti d'azione prevedevano che il re di Francia costituisse due eserciti, uno dei quali sarebbe sceso in Lombardia e l'altro direttamente in Spagna.
In questa nuova impresa Francesco si dimostrò più prudente del solito, decidendo di temporeggiare e di non scendere personalmente in campo confidando in un intervento di Enrico. Ma quando, nella primavera del 1527, fu quasi certa la partecipazione dell'Inghilterra, Francesco dovette rinunciare a condurre egli stesso l'esercito poiché era alle prese con un problema alla gamba ed era, inoltre, occupato a risolvere alcuni problemi che attanagliavano le finanze statali. Confidava comunque che, risolti tali impicci, sarebbe potuto partire per dare battaglia.

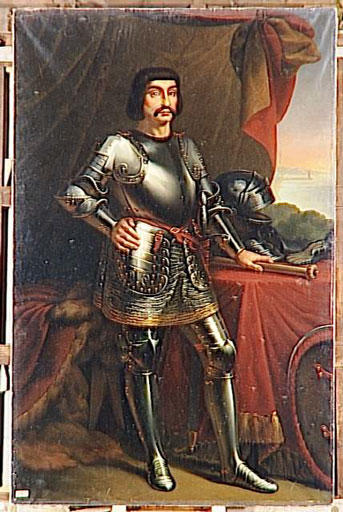
Il generale Odet de Foix

Ma prima che la guerra entrasse nel vivo e a causa della reticenza dei francesi, un esercito di 12 000 lanzichenecchi guidati da Georg von Frundsberg scese in Italia dove, sconfitto l'unico esercito oppositore di Giovanni dalle Bande Nere e persa la propria guida, si diresse verso Roma alla ricerca di un bottino. La città eterna venne quindi brutalmente saccheggiata e il papa stesso fu costretto a rifugiarsi a Castel Sant'Angelo e quindi obbligato a riappacificarsi con Carlo V portando allo scioglimento di fatto della Lega. Il terribile evento costrinse Francesco a mandare immediatamente l'esercito in Italia sotto la guida del generale Odet de Foix, conte di Lautrec. Il Lautrec prese subito Genova, riconsegnò Milano agli Sforza e, il 10 gennaio 1528, mosse verso il regno di Napoli cingendo, nell'estate seguente, d'assedio la città. Tuttavia, durante le operazioni trovò la morte ad Aversa a causa di un'epidemia di peste che decimò il suo esercito, mettendo fine all'impresa.
Il trattato di pace che ne scaturì, conosciuto come “pace di Cambrai”, fu celebre poiché non venne negoziato dai due sovrani, bensì da Luisa, madre di Francesco, e da Margherita d'Asburgo, zia di Carlo V; per questo verrà chiamato anche la "pace delle due dame". I termini dell'accordo, firmato nell'agosto del 1529, furono simili a quelli già raggiunti nel trattato di Madrid, ma con la differenza che alla Francia venne risparmiata la cessione della Borgogna, la restituzione dei feudi al Borbone (deceduto durante il sacco di Roma) e altre umiliazioni precedentemente impostigli. Francesco inoltre, impegnandosi ad abbandonare ogni pretesa sul Regno di Napoli e sul Ducato di Milano e pagando un riscatto di 2 000 000 corone d'oro, ottenne la liberazione dei figli tenuti ancora in ostaggio. All'opposto, la Spagna di Carlo ribadiva definitivamente il suo dominio sull'Italia. Nel 1530 Francesco si sposò per la seconda volta, in ottemperanza al Trattato di Madrid, con la sorella dell'imperatore, Eleonora, già vedova del re del Portogallo Manuele I. Il matrimonio avvenne, peraltro senza particolari cerimonie, in una abbazia nei pressi di Mont-de-Marsan.
L'anno seguente, il 1531, Francesco dovette affrontare un altro nefasto evento che lo segnò profondamente: mentre si trovava a Chantilly per sfuggire alla peste che colpiva Parigi, la madre Luisa di Savoia, a sua volta in viaggio verso Fontainebleau, si ammalò e morì all'età di 55 anni presso Grez-sur-Loing. Ella «aveva vegliato tutta la vita sul figlio con fanatica devozione. Anche quando era giunta a disapprovare mete quali l'Impero la sua opposizione aveva ceduto davanti all'ardore di lui».

### Invasione degli Stati della Savoia

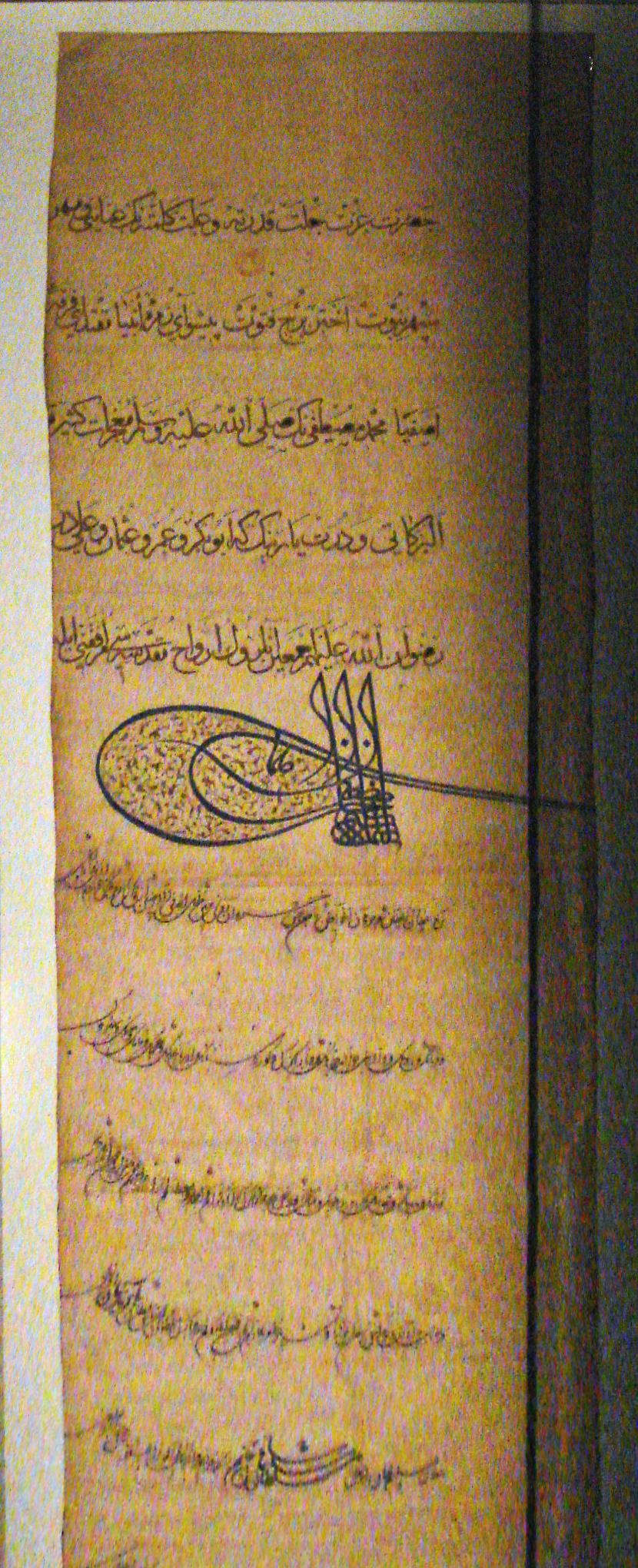
Prima lettera di Solimano il Magnifico a Francesco I di Francia

Ripresosi dalle recenti sventure, Francesco dovette far fronte a diversi problemi che attanagliavano il suo regno: le finanze apparivano in crisi, la moneta scarseggiava e i prezzi erano assai variabili. Tuttavia, un incontro a Marsiglia con papa Clemente VII fece riaffiorare le sue mire sull'Italia. La sua politica si fece, dunque, sempre più spregiudicata. Cercando di far volgere a proprio favore quelli che rappresentavano i crucci maggiori per l'eterno avversario, vale a dire la pressione dei Turchi alle soglie dell'Impero, in Ungheria soprattutto, e le rivendicazioni dei Principi tedeschi luterani, egli aveva stretto alleanze con il sultano ottomano Solimano il Magnifico e con la Lega di Smalcalda. L'occasione per un nuovo conflitto, il terzo, fu l'estinzione della famiglia Sforza. Nel 1535, alla morte del duca di Milano Francesco II Sforza, che aveva sposato Cristina di Danimarca, nipote di Carlo V, troppo giovane per dargli eredi, il ducato rischiava di essere ereditato dal figlio dell'imperatore, Filippo II di Spagna (come in effetti avvenne nel 1540), cosa inaccettabile per il re di Francia.
La strategica decisione di Francesco di allearsi con il sultano turco, nominando come ambasciatore permanente Jean de La Forêt, fu il pretesto per attaccare, rompendo la tregua e dando inizio a un nuovo conflitto. L'alleanza franco-ottomana fu la prima alleanza tra un impero cristiano e uno non cristiano e fu per questo ritenuta "scandalosa". Dal canto suo, Francesco riteneva che tale alleanza non avesse alcuna base religiosa e che vertesse solo su presupposti di utilità reciproca riguardo alle proprie ambizioni territoriali.
Per prepararsi alla guerra il re di Francia decise di riorganizzare l'esercito scegliendo di seguire, non potendo più contare sul supporto dei mercenari, il modello dei Giannizzeri ottomani. Così i propri sudditi vennero reclutati in legioni provinciali di 6 000 soldati di fanteria ciascuno per cui si disponeva di una severa disciplina. All'inizio del 1536, 40 000 soldati francesi invasero il Ducato di Savoia, conquistarono Torino, e si fermarono alla frontiera lombarda, nell'attesa di un'eventuale soluzione negoziata. Per tutta risposta Carlo V invase la Provenza, rinunciando però all'assedio di Avignone, notevolmente fortificata, e riparando anzi in Spagna.
Ma un fatto di enorme gravità distolse Francesco dalle vicende belliche: il 10 agosto il figlio e delfino di Francia Francesco di Valois morì, all'età di 18 anni, a causa di una polmonite fulminante contratta a seguito di una partita alla pallacorda. A lungo si sospettò che in realtà fosse stato vittima di un avvelenamento e per cui si sospettò l'imperatore come mandante. Alla fine venne incolpato un cortigiano, il conte Sebastiano di Montecuccoli, che venne mandato a morte.
Nonostante il lutto la guerra continuò e, dopo intensi negoziati, si addivenne alla tregua di Nizza, del 1538, con papa Paolo III impegnato a fare la spola da una camera all'altra nel tentativo di mediare tra i due contendenti che tanto si odiavano da rifiutare di sedere nella stessa stanza: essa conservò ai francesi la città di Torino, senza che gli equilibri nella scacchiera italiana mutassero troppo. Nella Contea di Aosta, non invasa da Francesco I nel timore di un'eventuale invasione, venne modernizzato l'apparato difensivo del Castello di Verrès e venne istituito il Conseil des Commis che diventerà una storica istituzione valdostana. Si concludeva così, con un nulla di fatto, il terzo conflitto tra Francesco I e Carlo V, che servì solo a rafforzare l’alleanza tra francesi e Turchi Ottomani.

### Quarto conflitto con l'Impero e morte

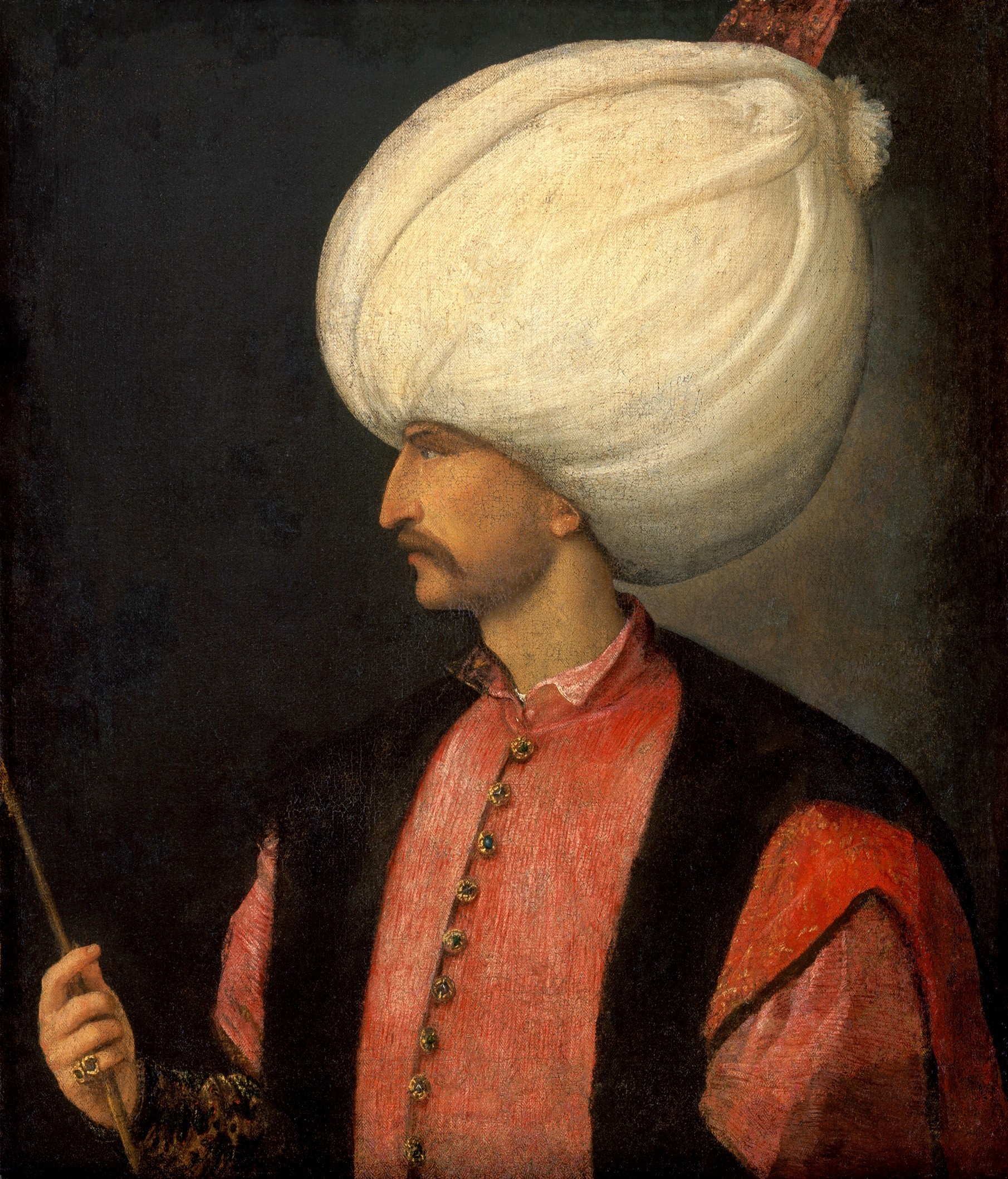
Il sultano ottomano Solimano il Magnifico

Nonostante l'ennesimo insuccesso, Francesco era tutt'altro che rassegnato ad abbandonare le sue ambizioni sull'Italia anche se non poteva più contare sull'appoggio di nessuna potenza europea. Il re, quindi, tornò a volgere lo sguardo verso oriente rafforzando i rapporti diplomatici con Solimano il Magnifico che, dal canto suo, si preparava a invadere l'Italia centrale. Si decise pertanto che la flotta reale francese e quella condotta dal colonnello turco Khayr al-Din Barbarossa si sarebbero unite nel mar Mediterraneo. La dichiarazione per questa nuova guerra venne lanciata da Francesco il 12 luglio 1542 mentre si trovava a Ligny-en-Barrois. Il casus belli fu indicato nell'assassinio da due diplomatici al servizio della Francia, Cesare Fregoso e Antonio Rincon, avvenuto a Pavia il 3 luglio 1541 per mano di agenti spagnoli al servizio di Carlo V che aveva rotto così unilateralmente la tregua.

La Francia sotto Francesco I: le sue acquisizioni e le dimore regali

Al conflitto parteciparono attivamente i due figli del sovrano: Carlo venne mandato sul fronte delle Fiandre mentre Enrico guidò nel Rossiglione un'armata di 40 000 uomini e 2 000 cavalleggeri. Le prime fasi delle operazioni i Francesi colsero iniziali successi che, tuttavia, ben presto finirono per dissiparsi e la situazione andò a volgere in male. A complicare le cose, l'11 febbraio 1543 Enrico VIII e Carlo V si accordarono per attaccare simultaneamente la Francia entro poco tempo. Intanto la flotta franco-ottomana il 5 luglio arrivò a Marsiglia con 110 galere allo scopo di bloccare le vie marittime tra Italia e Spagna. Francesco acconsentì ai musulmani di sbarcare e soggiornare a Tolone che di fatto si trasformò velocemente in una città turca con tanto di moschee, un fatto che gli costò moltissime critiche da tutta la cristianità e in particolare da Venezia. Francesco si discolpò sostenendo che per l'Italia Carlo V costituiva un rischio maggiore rispetto agli ottomani. L'unico successo, seppur fatuo, delle armate francesi venne colto solo il 5 aprile 1544 quando il conte Francesco di Borbone-Vendôme riuscì a conquistare il Monferrato dopo aver battuto gli imperiali nella battaglia di Ceresole.
Dopo due anni di battaglie convulse e sanguinose, intervallate da brevi tregue per la disastrosa situazione finanziaria dei contendenti, Enrico sbarcò a Calais con 30 000 uomini e pose d'assedio Boulogne, mentre Carlo continuava ad avanzare tanto da far temere che arrivasse fino a Parigi. Tuttavia anche gli imperiali avevano i loro problemi finanziari e così Francesco e l'imperatore sottoscrissero, il 18 settembre 1544, il trattato di Crépy, con cui le mire di espansione in Italia del sovrano francese, così come quelle sulla Borgogna dell'imperatore, poterono dirsi definitivamente concluse. Solo pochi giorni prima, il 9 settembre 1544, Francesco aveva perso il figlio prediletto, Carlo II d'Orléans, morto dopo una breve malattia all'età di soli 23 anni.

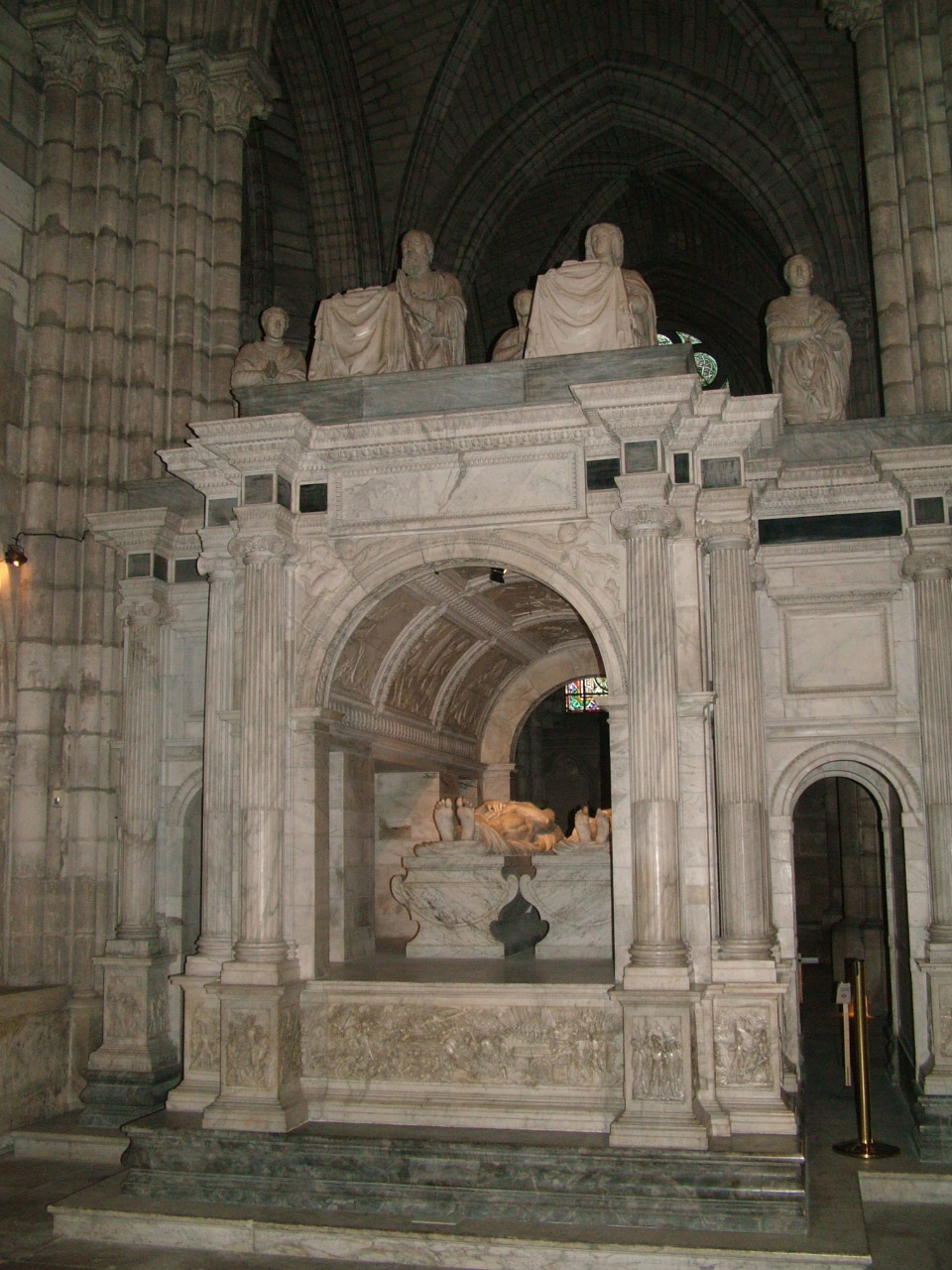
La tomba di Francesco e Claudia di Francia

Il conflitto con Enrico andò avanti. Francesco aveva avviato un tentativo di forzare l'attacco invadendo la stessa Inghilterra e per questa impresa aveva assemblato un esercito di più di 30 000 uomini e una flotta di circa 400 navi. Ma anche queste operazioni non portarono i risultati sperati e i due eserciti si trovarono in una situazione di stallo. Il 7 giugno 1546 venne firmato il trattato di Ardres che pose fine alla guerra.

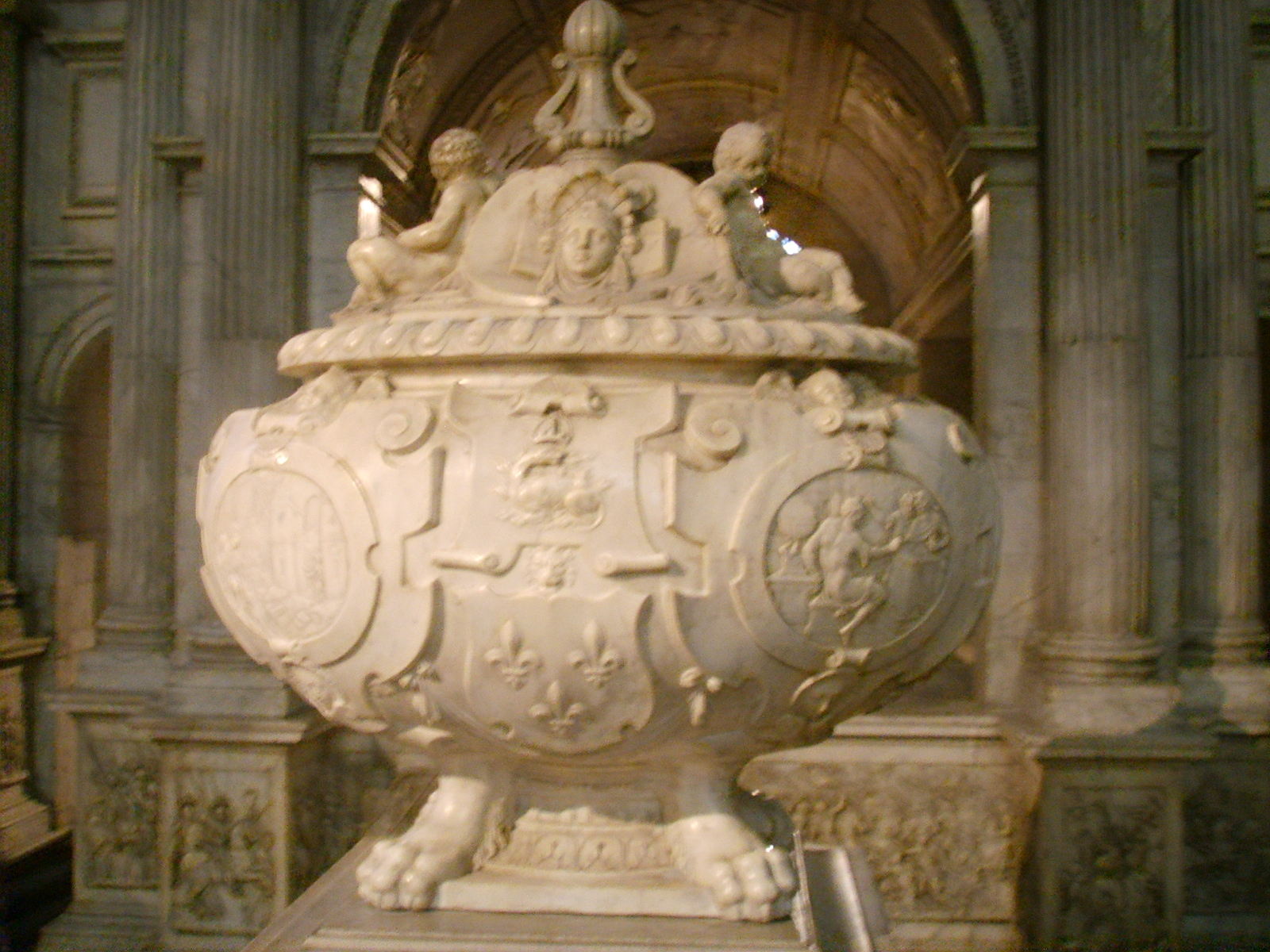
L'urna con il cuore di Francesco I, basilica di Saint-Denis

Nel marzo del 1547 Francesco si trovava in viaggio tra i suoi vari castelli quando, mentre si trovava nel Castello di Rambouillet, cadde malato. Sentendo che oramai era giunto il suo tempo, si fece raggiungere dal delfino a cui raccomandò «in maniera particolare il mio regno, che ha il popolo migliore e più obbediente che ci sia, la nobilita più leale, più devota e affezionata al re che mai ci sia stata. Io li ho trovati così, e così li troverete voi». Il giorno 29 dello stesso mese ricevette l'estrema unzione e due giorni dopo, alle due del pomeriggio di giovedì 31 marzo, spirò, ucciso da una malattia dei dotti urinari secondo alcuni resoconti, dalla sifilide secondo altri. Il giorno successivo il suo corpo venne imbalsamato e vegliato. A metà maggio la sua bara venne riunita con quelle dei suoi due figli premorti. Il 21 maggio il corteo funebre poté partire per la tumulazione; alla testa vi erano 500 poveri con le fiaccole in mano seguiti dagli arcieri della guardia, dai banditore, dai sergenti, dagli ufficiali della Casa reale e dai paggi con le sue armi. Il feretro era posto su un carro funebre trainato da sei cavalli; 33 preti e la sua corte chiudevano la mesta colonna. Dopo una sosta nella cattedrale di Notre-Dame dove si tennero le solenni esequie, le tre bare raggiunsero la basilica di Saint-Denis dove furono deposte nella cripta. La lunga orazione funebre fu tenuta da Pierre Duchâtel.

## Aspetto fisico e personalità

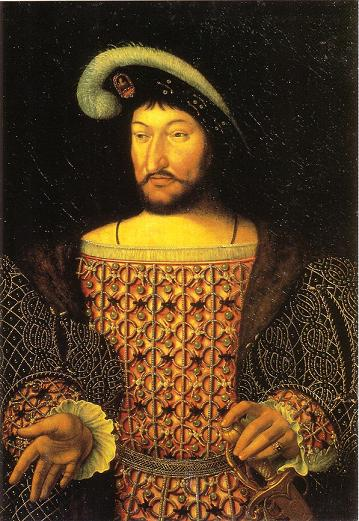
Francesco dipinto da Joos van Cleve

«A vent'anni … già gustava i piaceri del capriccio ogni conquista lo portava più su, donde mirava cime più attraenti. Aveva la vena facile, il piede veloce, il fiato gagliardo; e gli era così naturale lasciarsi sedurre da nuovi orizzonti, come assaporare un vino o apprezzare un oggetto d'arte», così Francis Hackett tratteggiò Francesco nella sua biografia. L'ambasciatore veneziano Marino Cavalli, che lo incontrò quando il re aveva già 52 anni, lo descrisse in questo modo: «ha in tutti i movimenti del corpo una gravità e una grandezza tanto brava, che penso nun altro principe oggidì lo aggiunga, non che lo superi. Ha un'ottima complessione, e natura forte e gagliarda...». Fu «un uomo che visse in estrema allegria qualunque siano state le delusione della sua politica estera e i problemi di quella interna».
Il re venne, inoltre, descritto come un uomo di nobile portamento e, nonostante un naso molto lungo e largo, estremamente bello di aspetto. Era un cavaliere robusto, affabile, cortese, un parlatore brillante e un poeta naturale; di vivace intelligenza, non era privo di sentimento e di alcuni impulsi generosi che lo resero amabile agli occhi di amici e parenti. Tuttavia a queste qualità si affiancarono anche una certa frivolezza e la difficoltà di coerenza nella sua azione politica. Alcuni ambasciatori che si raffrontarono con lui sottolinearono la sua negligenza negli affari e anche molti suoi ministri se ne lamentarono. Il re, infatti, dimostrò più volte di essere interessato maggiormente alla caccia, al tennis, alla vita mondana piuttosto che alla gestione dello stato. Amò anche circondarsi di donne, poiché per lui «una corte senza donne è un anno senza primavera e una primavera senza rose».

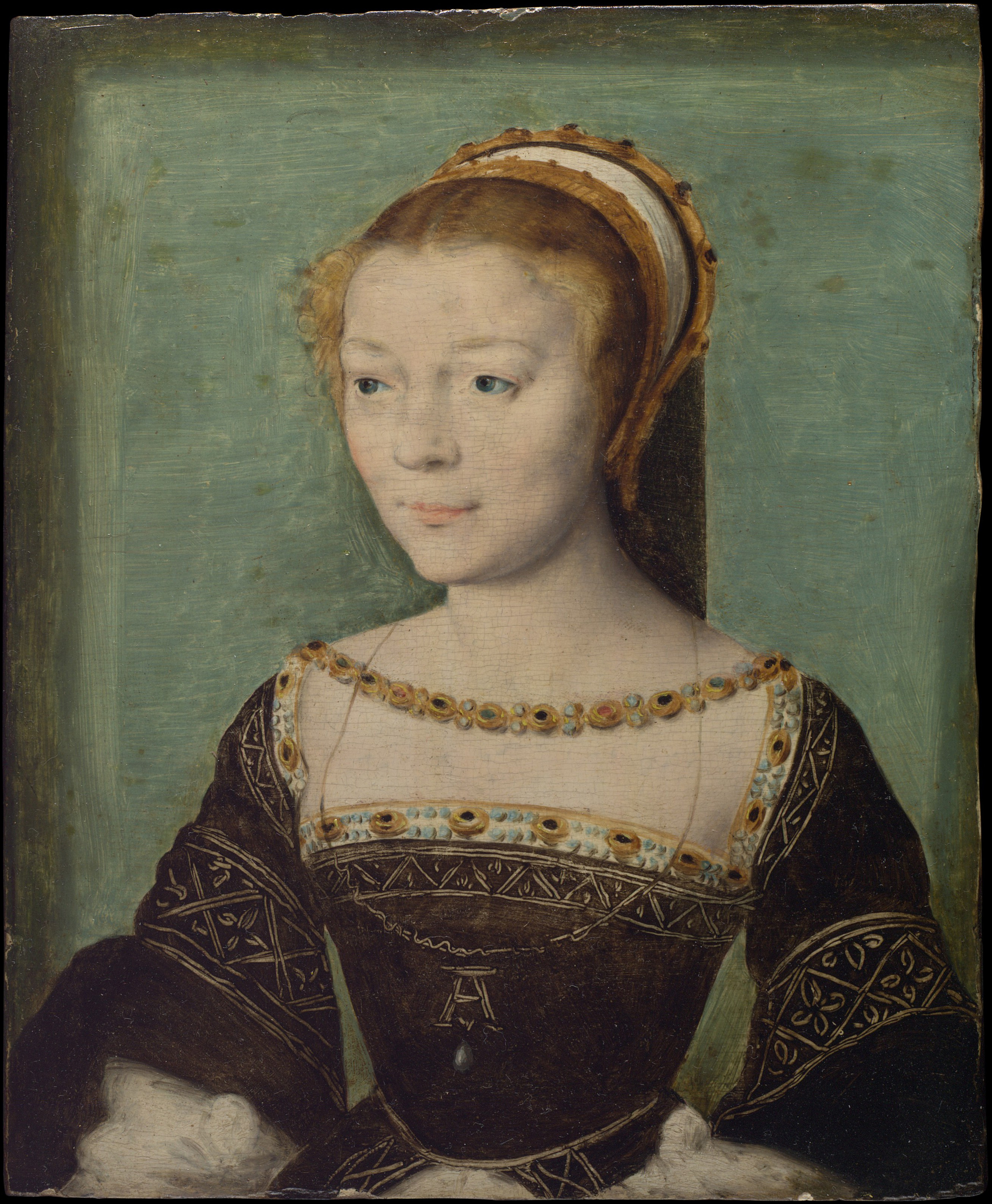
Anne de Pisseleu, a lungo favorita di Francesco I

Nonostante avesse cercato un forte accentramento politico si lasciò spesso influenzare dai suoi favoriti, nonché dalla madre e dalla amata sorella. La sua incostanza, tuttavia, ebbe ripercussioni anche sulla scelta dei consiglieri, tanto che nei primi anni del suo regno la condotta degli affari venne affidata principalmente nelle mani di Luisa di Savoia, del cancelliere Antoine Duprat, del segretario Florimond Robertet, de Boissy e de Bonnivet mentre successivamente si affidò maggiormente ad Anne de Montmorency e Philippe de Chabot per poi, negli ultimi anni del suo regno, seguire i consigli del Maresciallo di Francia Claude d'Annebault e del cardinale de Tournon. Nonostante ripetesse spesso che «non intendeva lasciarsi comandare da una donna», molte di loro ebbero una grande influenza su di lui, come la madre, la sorella Margherita d'Angoulême e le sue numerose amanti, tra cui Françoise de Foix, nei primi anni del regno, e Anne de Pisseleu dal 1526.
Il vero punto fermo della vita di Francesco fu la dura lotta con Carlo V. Attratto inizialmente dall'Italia, sognando imprese da conquistatore, guidò la spedizione trionfale di Marignano che gli valse la reputazione di re cavalleresco e di principe più potente d'Europa. Nel 1519, nonostante saggi consigli, si candidò alla corona imperiale e la successiva elezione di Carlo causò un'inevitabile rivalità tra i due che accentuò ulteriormente il carattere cavalleresco del re di Francia al confronto con quello freddo e politico dell'imperatore.

## Politica interna

### Accentramento statale e politica religiosa

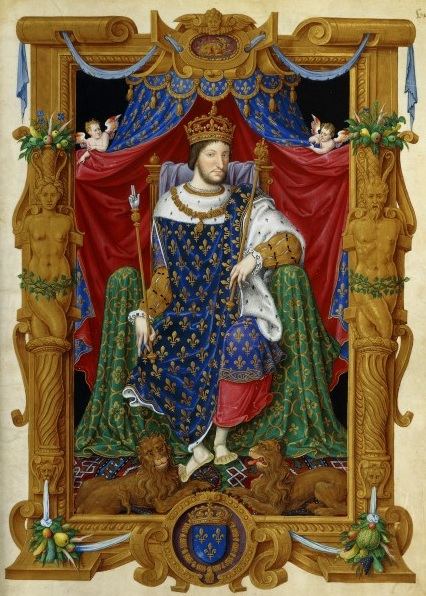
Francesco I in una miniatura di Jean Du Tillet

Il regno di Francesco, che segnò un momento di gravi difficoltà finanziarie per la Francia, favorì la centralizzazione amministrativa dello Stato tanto che l'autorità monarchica divenne più imperiosa e più assoluta. Per lo sviluppo insolito che diede alla corte, convertì la nobiltà in una sorta di famiglia di persone a suo carico, portò il clero in soggezione e ciò gli permise di distribuire benefici a suo piacere tra i suoi cortigiani più accondiscendenti. Governò circondandosi da un gruppo di favoriti che formarono il conseil des affaires. Gli stati generali non vennero mai convocati e le rimostranze del parlamento furono appena tollerate. Centralizzando l'amministrazione finanziaria con la creazione del Trésor de l'Épargne e sviluppando acquartieramenti militari, Francesco fu in grado di rafforzare ulteriormente il potere reale.

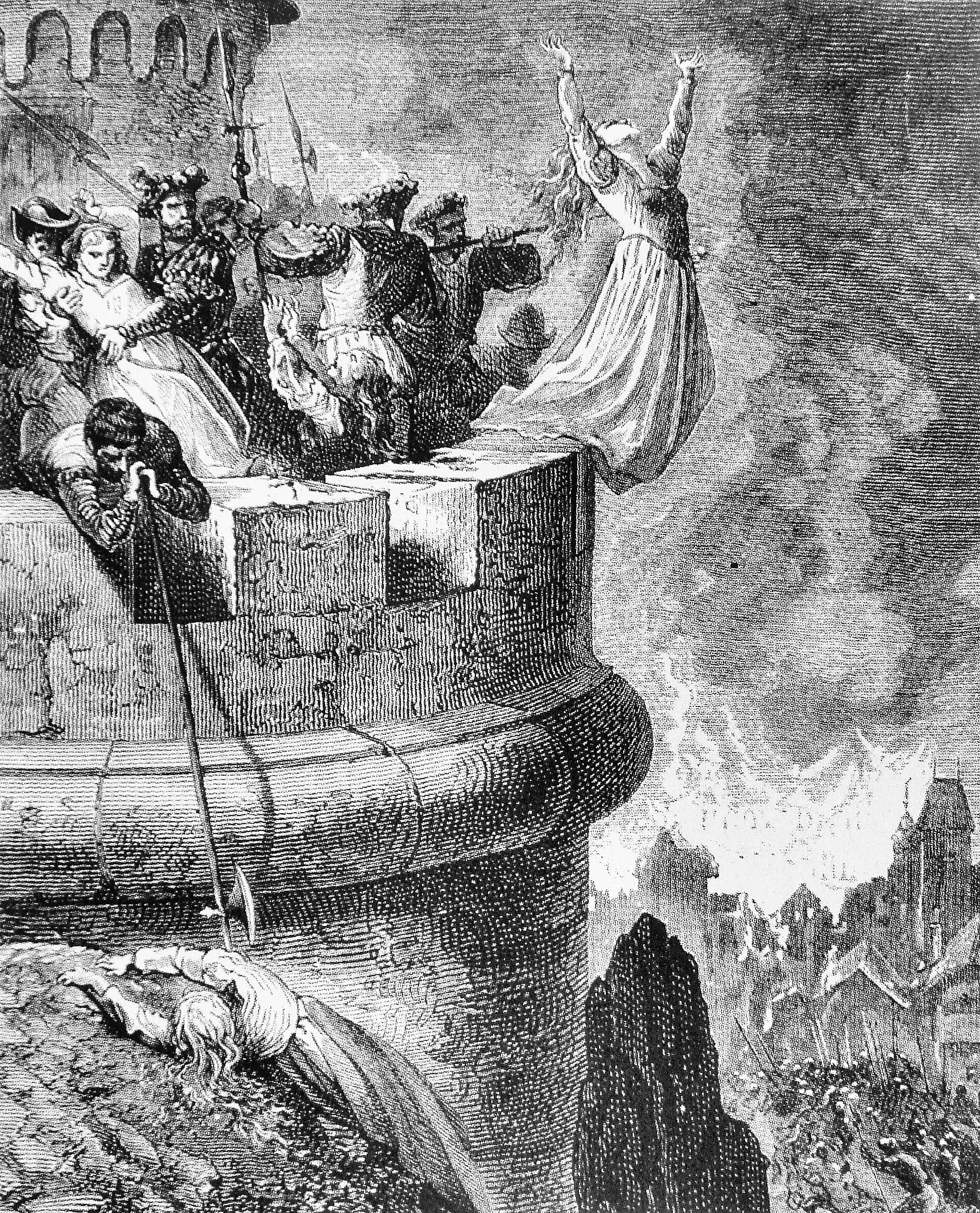
Massacro di Mérindol del 1545

Nelle questioni religiose Francesco dimostrò un'iniziale tolleranza verso i dissidenti ugonotti e valdesi, suggeritagli dall'amatissima sorella Margherita di Navarra. Considerò il luteranesimo persino politicamente utile, poiché era causa della ribellione di molti principi tedeschi contro il suo nemico Carlo V. Nel 1533 Francesco osò persino suggerire al papa Clemente VII di convocare un concilio in cui i sovrani cattolici e protestanti avrebbero avuto un uguale voto per appianare le loro divergenze; tale offerta venne però respinta sia dal papa sia da Carlo V. Tuttavia, a partire dal 1523, Francesco condannò al rogo diversi eretici.
L'atteggiamento di Francesco nei confronti del protestantesimo cambiò in peggio in seguito al "caso dei manifesti" in cui, nella notte del 17 ottobre 1534, apparvero per le strade di Parigi e di altre grandi città delle affissioni contro il credo cattolico riguardo all'eucaristia. I cattolici più ferventi furono indignati dalle accuse scritte e lo stesso Francesco iniziò a ritenere il movimento protestante come un complotto contro di lui e quindi iniziò a perseguitare i suoi seguaci. I protestanti vennero così incarcerati e giustiziati in tutto il paese, tanto che in alcune aree interi villaggi furono distrutti. La stampa venne censurata e i principali riformatori protestanti, come Giovanni Calvino, furono costretti all'esilio; tali persecuzioni contarono presto migliaia di morti e decine di migliaia di senzatetto. Le persecuzioni contro i protestanti furono codificate nell'Editto di Fontainebleau del 1540 e i maggiori atti di violenza continuarono, come quando Francesco ordinò l'esecuzione di uno dei gruppi pre-luterani storici, i valdesi, in quello che è passato alla storia come massacro di Mérindol del 15 aprile 1545.

### Mecenate delle arti

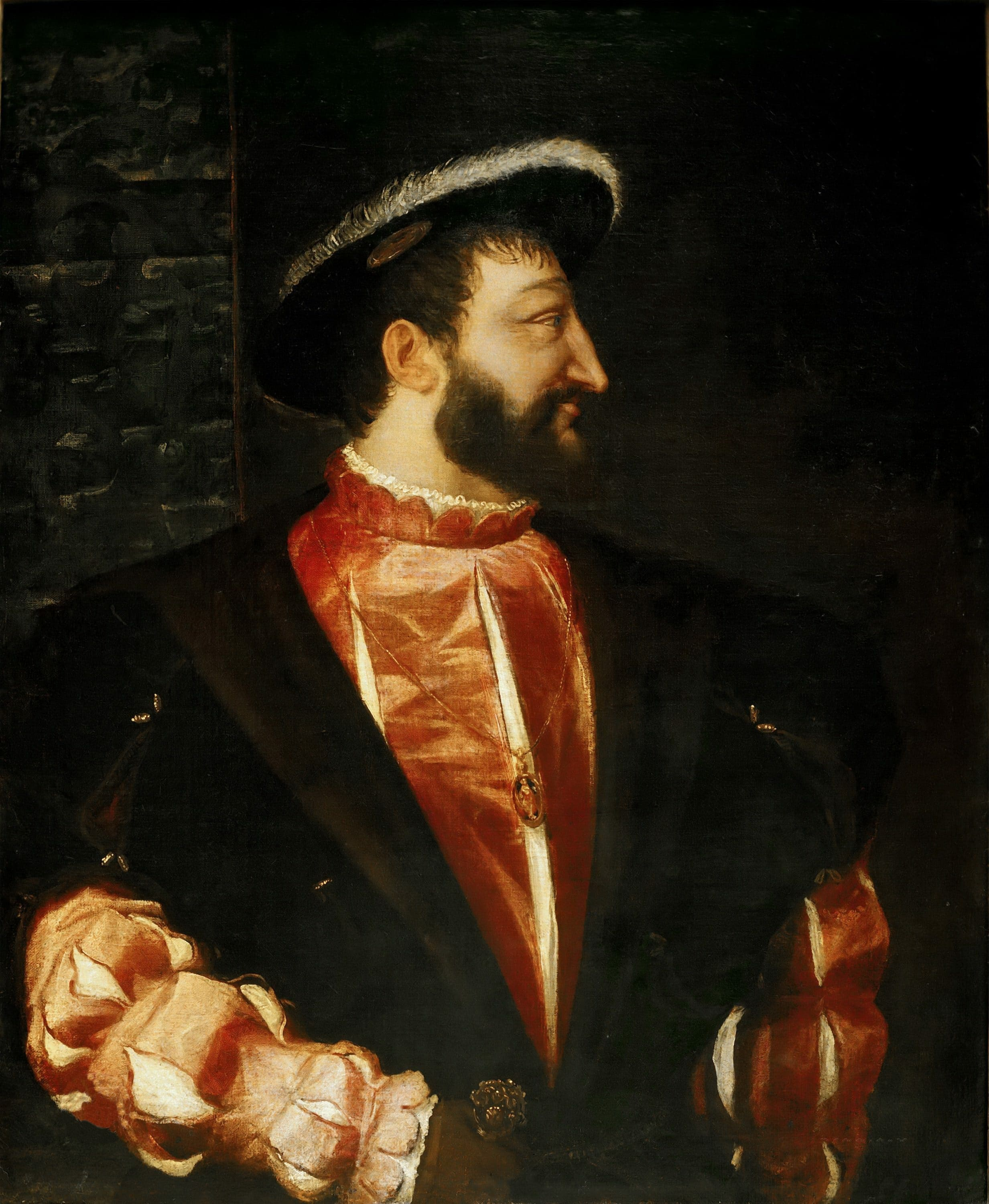
Tiziano, Ritratto di Francesco I (1539)

Francesco, sovrano dotato di bell'aspetto, di intelligenza pronta e versatile e di un senso di attaccamento ai princìpi cavallereschi che ne esaltavano la regalità, fu un cultore delle belle lettere e dell'arte e promosse lo sviluppo di un clima culturale assai vivace, volendosi circondare di alti esponenti del Rinascimento italiano che promuovessero un rinnovamento, anche invitando a corte personalità del calibro di Leonardo da Vinci (che morì nel regio castello di Amboise); Leucadio Solombrini, famoso maiolicaro, che avviò ad Amboise un'officina di produzione di ceramiche nell'allora celebre stile forlivese; Girolamo della Robbia, il quale collaborò a edificare l'imponente Castello di Madrid (distrutto nel 1792) con decorazioni in terracotta invetriata; Francesco Primaticcio, i cui stucchi e affreschi nel Castello di Fontainebleau sono purtroppo irrimediabilmente compromessi; Rosso Fiorentino; Benvenuto Cellini.. Il movimento artistico legato al mecenatismo di Francesco I si riallaccia alla scuola di Fontainebleau.
Nonostante le difficoltà economiche in cui era costantemente impelagato, non lesinò sulle spese e fece edificare sontuose dimore che abbellì di preziose opere d'arte. Il Vasari, in merito a Giambattista della Palla (uno dei mercanti impiegati per portare in Francia parte del patrimonio italiano di quei secoli) scrisse che «aveva spogliata Fiorenza d'una infinità di cose elette, senza alcun rispetto, per ordinare al re di Francia un appartamento di stanze, che fusse il più ricco di così fatti ornamenti che ritrovar si potesse».
Questo perché Francesco I pensò, a quanto pare, di far rimuovere l'Ultima Cena di Leonardo da Vinci da Santa Maria delle Grazie a Milano per portarlo in Francia. Sebbene non gli sia riuscito, sia lui sia il suo predecessore al trono Luigi XII, riuscirono a impossessarsi di due dipinti fra i massimi di Leonardo, ovvero La Gioconda e La Vergine delle Rocce, attualmente al Louvre. Probabilmente la Gioconda fu venduta da Leonardo a Francesco I che la pagò. Appassionato d'arte classica anche a soggetto erotico, ricevette in dono da Cosimo I de' Medici l'Allegoria del trionfo di Venere di Agnolo Bronzino.

### Protettore delle lettere

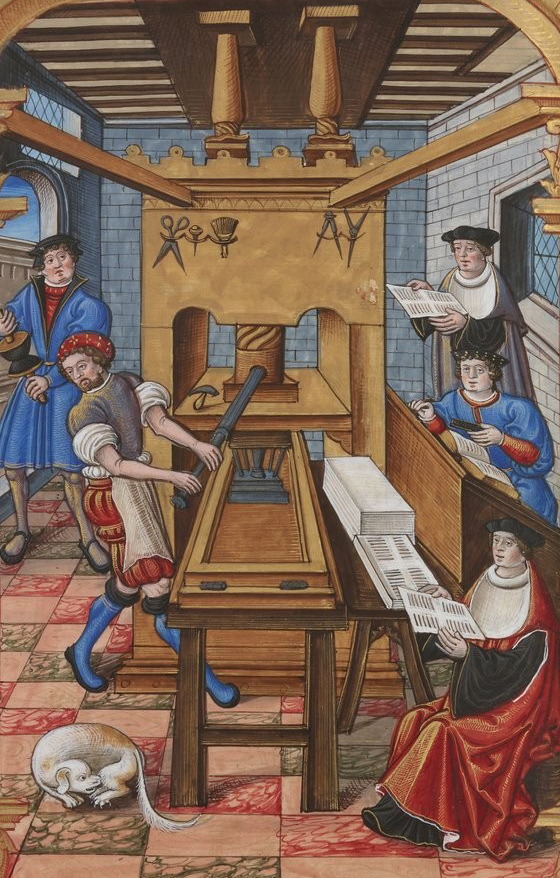
Una tipografia del XV secolo. Grazie a Francesco I, le tipografie francesi vennero perfezionate e raggiunsero un'importanza di prim'ordine nel mondo intellettuale

Francesco fu famoso anche come protettore delle lettere anche grazie alla crescente affermazione in quegli anni della stampa che incoraggiò la pubblicazione di un numero sempre maggiore di libri. Nel 1518, Francesco I decise di creare un grande "cabinet de livres" a Blois che affidò al poeta della corte Mellin de Saint-Gelais. Nel 1536, in seguito alla Ordonnance de Montpellier, fu vietato «vendere o spedire in un paese straniero, libri o quaderni in qualsiasi lingua, senza averne dato una copia per la Biblioteca Reale», una biblioteca amministrata dall'umanista Guillaume Budé che ebbe l'incarico di aumentarne e la collezione. Inoltre, nel 1540 Francesco incaricò Guillaume Pellicier, ambasciatore a Venezia, di acquistare e riprodurre quanti più manoscritti veneziani fosse stato in grado.

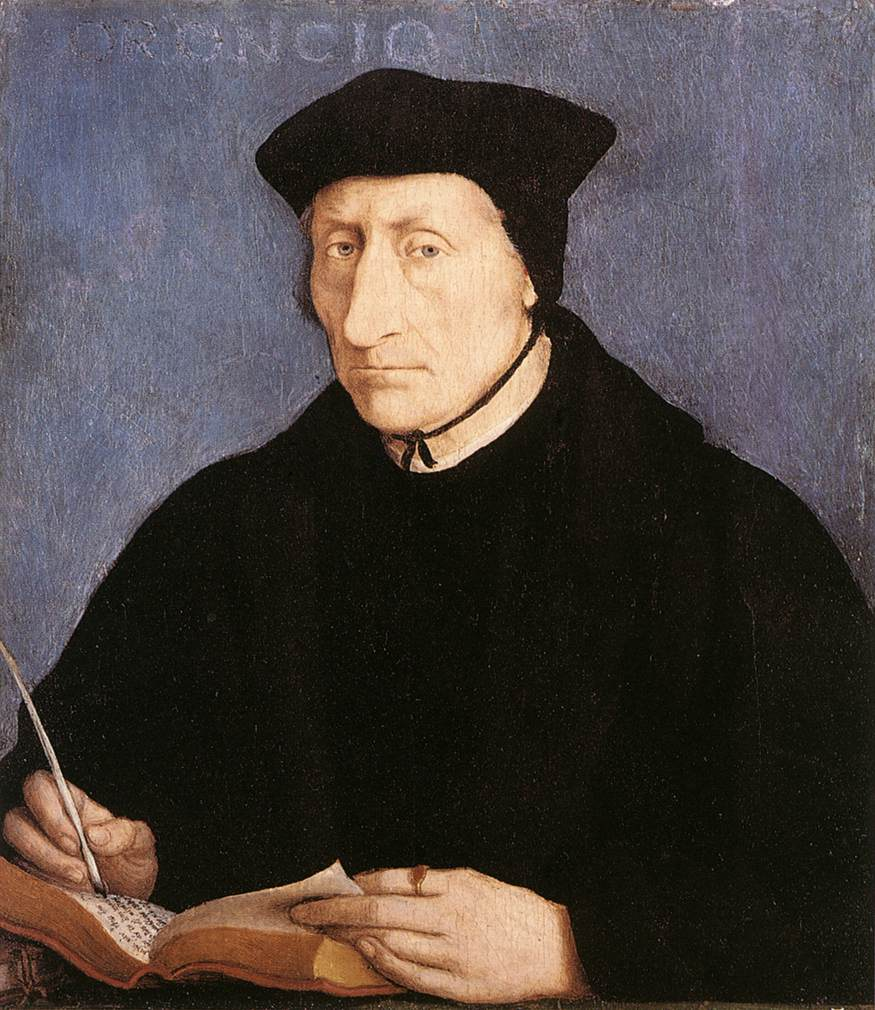
Ritratto di Guillaume Budé realizzato da Jean Clouet nel 1536

Su iniziativa di Guillaume Budé, nel 1530 venne fondato il corpo dei "Lecteurs royaux", il futuro "Collège de France" per creare un polo della cultura moderna contrapposta all'allora conservatrice Sorbonne. Tra i Lecteurs vi furono Barthélemy Masson, che insegnò il latino, e il geografo e astronomo Oronce Fine, che si occupò di matematica. Francesco, inoltre, promosse lo sviluppo della macchina da stampa in Francia e fondò l'Imprimerie Royale in cui lavorarono editori come Josse Bade e Robert Estienne. Nel 1530, nominò Geoffroy Tory Imprimeur du roi, ruolo che passò nel 1533 a Olivier Mallard e nel 1544 a Denys Janot. Grazie al tipografo Claude Garamond le opere di stampa reali adottarono una scrittura dotata di caratteri di tipo romano più leggibili rispetto ai precedenti.
Francesco I sovvenzionò poeti come Clément Marot e Claude Chappuy; compose lui stesso alcune poesie. Sua sorella maggiore Margherita fu anch'essa una fervente ammiratrice dei letterati e mecenate di molti scrittori, tra cui Rabelais e Bonaventure Des Périer. Ella stessa fu inclusa nell'elenco degli intellettuali di Corte, essendo stata autrice di molte poesie e saggi come La Navire e Les Prisons. Pubblicò anche una voluminosa collezione dal titolo Les Marguerites de La Marguerite des princesses ma la sua opera principale, sebbene incompiuta, fu Heptaméron, una raccolta di storie.

### Il francese come lingua ufficiale

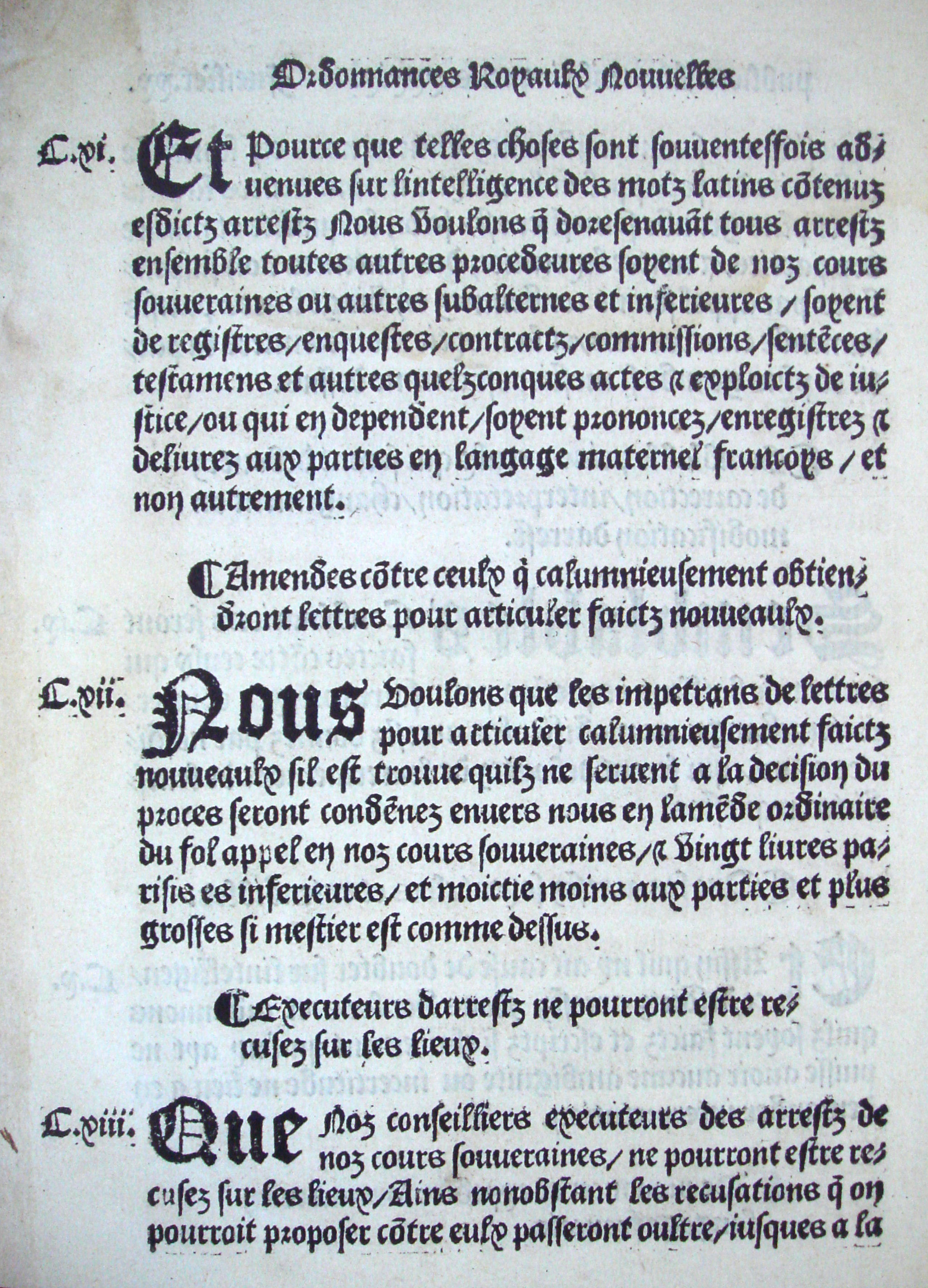
L'Ordinanza di Villers-Cotterêts dell'agosto 1539 con cui si imponeva l'utilizzo del francese nei documenti ufficiali

Francesco compì diverse azioni per sradicare il monopolio del latino come lingua del sapere. Nel 1530, dichiarò il francese la lingua nazionale del regno e quello stesso anno aprì il Collège des trois langues, o Collège Royal, su raccomandazione dell'umanista Guillaume Budé. Gli studenti del Collège poterono studiare greco, ebraico e aramaico, infine dal 1539 arabo grazie agli insegnamenti di Guillaume Postel.
Sempre nel 1539 nel suo castello di caccia di Villers-Cotterêts Francesco firmò un'ordinanza che, tra le altre riforme, rese la langue d'oïl la lingua ufficiale dell'amministrazione e del diritto, che divenne così la lingua francese, in luogo del latino. Con lo stesso documento impose al clero di registrare le nascite, i battesimi, i matrimoni e le morti e di istituire una anagrafe in ogni parrocchia. Ciò ha permesso di avere i primi dati statistici sulle famiglie in Europa.

### Costruttore di palazzi

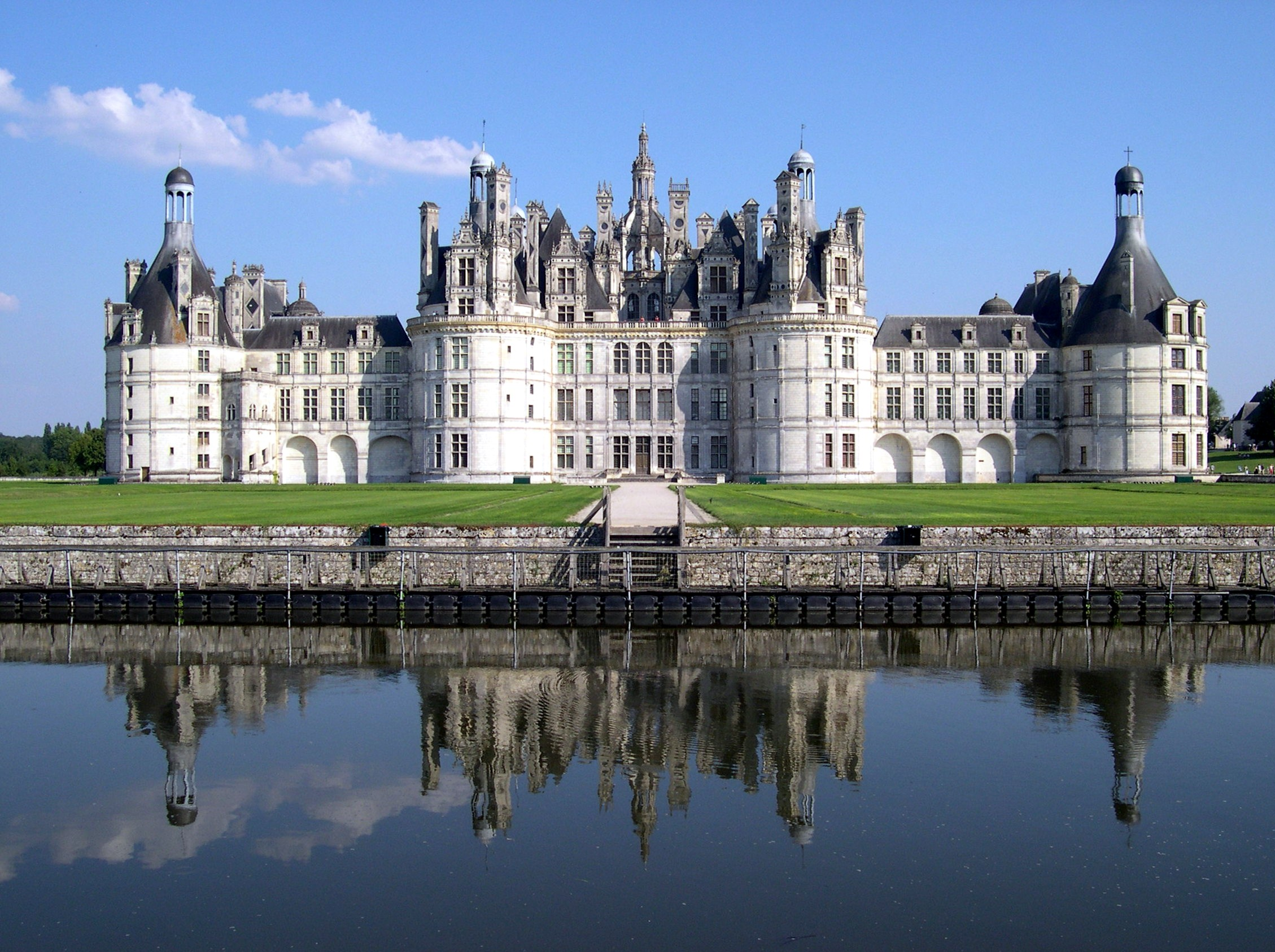
Il castello di Chambord venne fatto edificare da Francesco I

Francesco spese ingenti somme di denaro per realizzare nuove costruzioni. Continuò il lavoro dei suoi predecessori sul castello di Amboise e iniziò la ristrutturazione del castello di Blois. All'inizio del suo regno, diede inizi alla costruzione del magnifico castello di Chambord, ispirato agli stili architettonici del rinascimento italiano e forse progettato persino da Leonardo da Vinci. Francesco ricostruì il palazzo del Louvre, trasformandolo da fortezza medievale in un edificio di splendore rinascimentale. A Parigi finanziò la costruzione di un nuovo municipio (l'Hôtel de Ville) al fine di poter decidere lui stesso l'aspetto dell'edificio. Costruì il castello di Madrid nel Bois de Boulogne e ricostruì quello di Saint-Germain-en-Layeil. Il più grande dei progetti edilizi di Francesco fu, però, la ricostruzione e l'espansione del castello di Fontainebleau che divenne ben presto il suo luogo di residenza preferito, così come la residenza della sua favorita, Anne de Pisseleu d'Heilly. Ciascuna delle residenze realizzate da Francesco venne lussuosamente decorata sia all'interno sia all'esterno; Fontainebleau, per esempio, possedeva una fontana zampillante nel suo cortile dove il vino si mescolava con l'acqua.

### Relazioni con il Nuovo Mondo e l'Asia

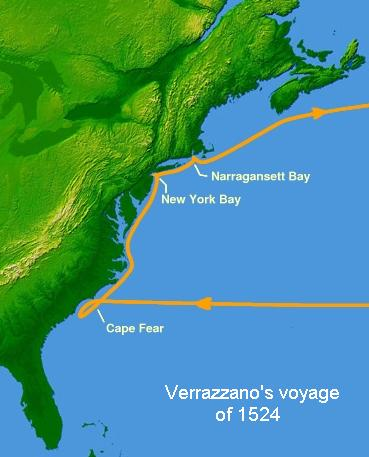
Il viaggio intrapreso da Giovanni da Verrazzano nel 1524

Francesco si era da sempre dichiarato contrariato dalla bolla papale Aeterni regis del 1481, con cui papa Sisto IV garantiva tutte le terre a sud delle Isole Canarie, e dal successivo Trattato di Tordesillas del 1494, in base al quale tutto il mondo al di fuori dell'Europa veniva diviso in un duopolio esclusivo tra l'Impero spagnolo e l'Impero portoghese. Tutto ciò lo spinse ad affermare: «Il sole splende per me come per gli altri. Mi piacerebbe molto vedere la clausola della volontà di Adamo con la quale dovrebbe essermi negata la mia parte del mondo». Pertanto, al fine di controbilanciare il potere dell'Impero Asburgico su vaste parti del Nuovo Mondo attraverso la Corona di Spagna, Francesco I inviò le proprie flotte nelle Americhe e in Estremo Oriente mentre furono sviluppati stretti contatti con l'Impero ottomano consentendo lo sviluppo del commercio francese nel Mediterraneo e la creazione di un'alleanza militare strategica. Nel 1517, durante i suoi primi anni di regno, venne fondata la città portuale oggi conosciuta come Le Havre per sostituire quelli più antichi di Honfleur e Harfleur. Originariamente Le Havre venne chiama "Franciscopolis" dal nome del re che la fondò, ma tale nome non sopravvisse ai regni successivi.

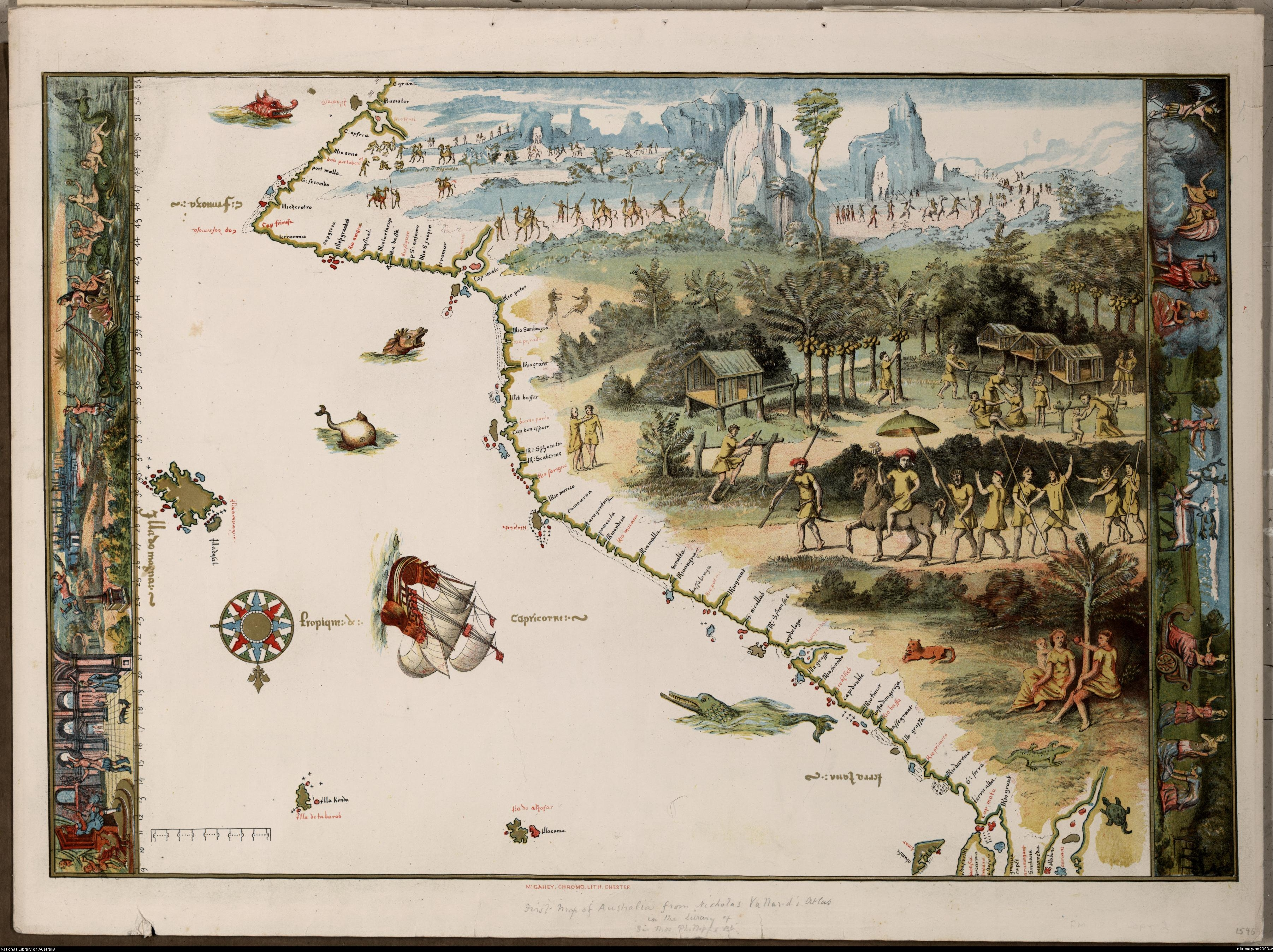
Una mappa del 1547 prodotta dalla Scuola cartografica di Dieppe che mostra Sumatra

Nel 1524 Francesco aiutò i cittadini di Lione a finanziare la spedizione di Giovanni da Verrazzano verso il Nord America. In questo viaggio, l'esploratore italiano visitò il luogo dove oggi sorge New York City, chiamandolo "New Angoulême", e rivendicando Terranova per la corona francese. La lettera di Verrazzano spedita a Francesco dell'8 luglio 1524 è nota come Cèllere Codex. Nel 1531, l'ammiraglio francese Bertrand d'Ornesan tentò di stabilire una sede commerciale a Pernambuco, in Brasile. Nel 1534, Francesco inviò Jacques Cartier a esplorare il fiume San Lorenzo in Quebec per trovare "certe isole e terre dove si dice che ci debbano essere grandi quantità di oro e altre ricchezze". Nel 1541 incaricò Jean-François de Roberval a insediarsi nel Canada e provvedere alla diffusione della "fede cattolica santa".
Durante il suo regno, vennero avviati anche i commerci con l'Asia orientale grazie all'aiuto dell'armatore Jean Ango. Nel luglio del 1527, una nave mercantile francese proveniente dalla città di Rouen venne registrata dal portoghese João de Barros come arrivata nella città indiana di Diu. Nel 1529, Jean Parmentier, a bordo della Sacre e della Pensée, raggiunse Sumatra. Il viaggio dette impulso alla Scuola cartografica di Dieppe.

## Francesco I nella letteratura, nel teatro, nel cinema
Il personaggio di Francesco I di Francia è apparso frequentemente in opere letterarie, teatrali o cinematografiche. Le avventure amorose di Francesco ispirarono la rappresentazione teatrale del 1832 di Fanny Kemble, Francis the First, e quella dello stesso anno di Victor Hugo, Le Roi s'amuse ("Il re si diverte"), in cui veniva rappresentato il buffone Triboulet, che a sua volta ispirò l'opera lirica Rigoletto scritta nel 1851 da Giuseppe Verdi.
Nel 1907 un attore, di cui non si conosce il nome, ha interpretato per la prima volta Francesco in un film di Georges Méliès, lo stesso ruolo è stato poi affidato a Claude Garry nel 1911, ad Aimé Simon-Girard e a Sacha Guitry nel 1937, a Rossano Brazzi nel 1941, a Gérard Oury nel 1953, a Jean Marais e a Pedro Armendáriz nel 1956, a Claude Titre nel 1962, a Bernard Pierre Donnadieu nel 1990, a Timothy West nel 1998 e a Emmanuel Leconte negli anni 2000 in occasione della serie televisiva I Tudors.
I panni di Francesco sono stati vestiti anche dall'attore Peter Gilmore nel film commedia Carry on Henry in cui è raccontata una storia immaginaria riguardante il re Enrico VIII d'Inghilterra. È stato, inoltre, spesso citato in numerosi romanzi, tra cui L'altra donna del re di Philippa Gregory, che narrano la vita di una delle due sorelle Maria e Anna Bolena, entrambe cresciute per un certo periodo alla sua corte. Fu il protagonista della ballata Der Handschuh (Il guanto) di Friedrich Schiller.

## Matrimoni e discendenza

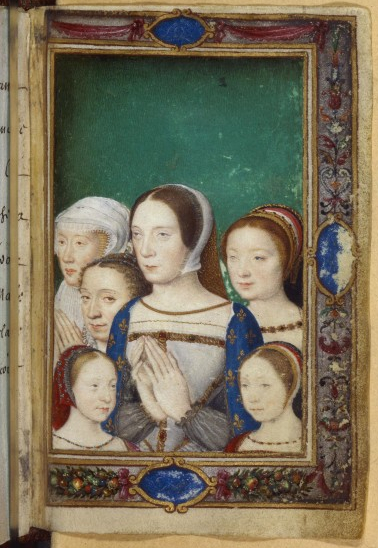
Claudia di Francia e le sue figlie

Francesco dalla consorte Claudia di Francia ebbe:
- Luisa (19 agosto 1515 - 21 settembre 1517);
- Carlotta (23 ottobre 1516 - 8 settembre 1524);
- Francesco (28 febbraio 1518 - 10 agosto 1536), delfino di Francia e duca di Bretagna;
- Enrico II (31 marzo 1519 - 10 luglio 1559), re di Francia;
- Maddalena (10 agosto 1520 - 2 luglio 1537). Sposò Giacomo V di Scozia (1512 - 1542), ma morì pochi mesi dopo;
- Carlo (22 gennaio 1522 - 9 settembre 1545), duca di Orléans;
- Margherita (5 giugno 1523 - 14 settembre 1574), duchessa di Berry. Sposò nel 1559 Emanuele Filiberto (1528 - 1580), duca di Savoia.

Sposò poi nel 1530, in seconde nozze Eleonora d'Asburgo, sorella dell'imperatore Carlo V dal quale non ebbe figli. Eleonora morì nel 1558.  
Inoltre, voci coeve ritenevano che Francesco I avesse avuto un figlio illegittimo da Jacquette de Lanssac: 
- Louis di Saint-Gelais (1512/1513 - 1593). Sposò in prime nozze Jeanne de La Roche-Andry, da cui ebbe un figlio e una figlia; e in seconde Gabrielle di Rochechouart, da cui ebbe due figli. Ebbe inoltre un figlio illegittimo.

## Ascendenza
|                                |                    |                        | Genitori                |  |  | Nonni |  |  | Bisnonni        |  |  | Trisnonni          |  |
|                                |                    |                        |                         |  |  |       |  |  | Luigi di Valois |  |  | Carlo V di Francia |  |
|                                |                    |                        |                         |  |  |       |  |  | Luigi di Valois |  |  | Carlo V di Francia |  |
|                                |                    | Giovanna di Borbone    |                         |  |  |       |  |  | Luigi di Valois |  |  |                    |  |
| Giovanni di Valois-Angoulême   |                    |                        |                         |  |  |       |  |  | Luigi di Valois |  |  |                    |  |
|                                |                    | Valentina Visconti     | Gian Galeazzo Visconti  |  |  |       |  |  |                 |  |  |                    |  |
|                                |                    | Valentina Visconti     | Gian Galeazzo Visconti  |  |  |       |  |  |                 |  |  |                    |  |
|                                |                    | Valentina Visconti     | Isabella di Valois      |  |  |       |  |  |                 |  |  |                    |  |
| Carlo di Valois-Angoulême      |                    | Valentina Visconti     |                         |  |  |       |  |  |                 |  |  |                    |  |
|                                |                    | Alain IX di Rohan      | Alain VIII di Rohan     |  |  |       |  |  |                 |  |  |                    |  |
|                                |                    | Alain IX di Rohan      | Alain VIII di Rohan     |  |  |       |  |  |                 |  |  |                    |  |
|                                |                    | Alain IX di Rohan      | Beatrice di Clisson     |  |  |       |  |  |                 |  |  |                    |  |
| Margherita di Rohan            |                    | Alain IX di Rohan      |                         |  |  |       |  |  |                 |  |  |                    |  |
|                                |                    | Margherita di Bretagna | Giovanni IV di Bretagna |  |  |       |  |  |                 |  |  |                    |  |
|                                |                    | Margherita di Bretagna | Giovanni IV di Bretagna |  |  |       |  |  |                 |  |  |                    |  |
|                                |                    | Margherita di Bretagna | Giovanna di Navarra     |  |  |       |  |  |                 |  |  |                    |  |
| Francesco I di Francia         |                    | Margherita di Bretagna |                         |  |  |       |  |  |                 |  |  |                    |  |
|                                | Ludovico di Savoia | Amedeo VIII di Savoia  |                         |  |  |       |  |  |                 |  |  |                    |  |
|                                | Ludovico di Savoia | Amedeo VIII di Savoia  |                         |  |  |       |  |  |                 |  |  |                    |  |
|                                | Ludovico di Savoia | Maria di Borgogna      |                         |  |  |       |  |  |                 |  |  |                    |  |
| Filippo II di Savoia           | Ludovico di Savoia |                        |                         |  |  |       |  |  |                 |  |  |                    |  |
|                                |                    | Anna di Lusignano      | Giano di Cipro          |  |  |       |  |  |                 |  |  |                    |  |
|                                |                    | Anna di Lusignano      | Giano di Cipro          |  |  |       |  |  |                 |  |  |                    |  |
|                                |                    | Anna di Lusignano      | Carlotta di Borbone     |  |  |       |  |  |                 |  |  |                    |  |
| Luisa di Savoia                |                    | Anna di Lusignano      |                         |  |  |       |  |  |                 |  |  |                    |  |
|                                |                    | Carlo I di Borbone     | Giovanni I di Borbone   |  |  |       |  |  |                 |  |  |                    |  |
|                                |                    | Carlo I di Borbone     | Giovanni I di Borbone   |  |  |       |  |  |                 |  |  |                    |  |
|                                |                    | Carlo I di Borbone     | Maria di Berry          |  |  |       |  |  |                 |  |  |                    |  |
| Margherita di Borbone-Clermont |                    | Carlo I di Borbone     |                         |  |  |       |  |  |                 |  |  |                    |  |
|                                |                    | Agnese di Borgogna     | Giovanni di Borgogna    |  |  |       |  |  |                 |  |  |                    |  |
|                                |                    | Agnese di Borgogna     | Giovanni di Borgogna    |  |  |       |  |  |                 |  |  |                    |  |
|                                |                    | Agnese di Borgogna     | Margherita di Baviera   |  |  |       |  |  |                 |  |  |                    |  |
|                                |                    | Agnese di Borgogna     |                         |  |  |       |  |  |                 |  |  |                    |  |